# Ford Focus
Ford Focus – samochód osobowy klasy kompaktowej produkowany pod amerykańską marką Ford w latach 1998–2025.

## Pierwsza generacja

### Wersja europejska

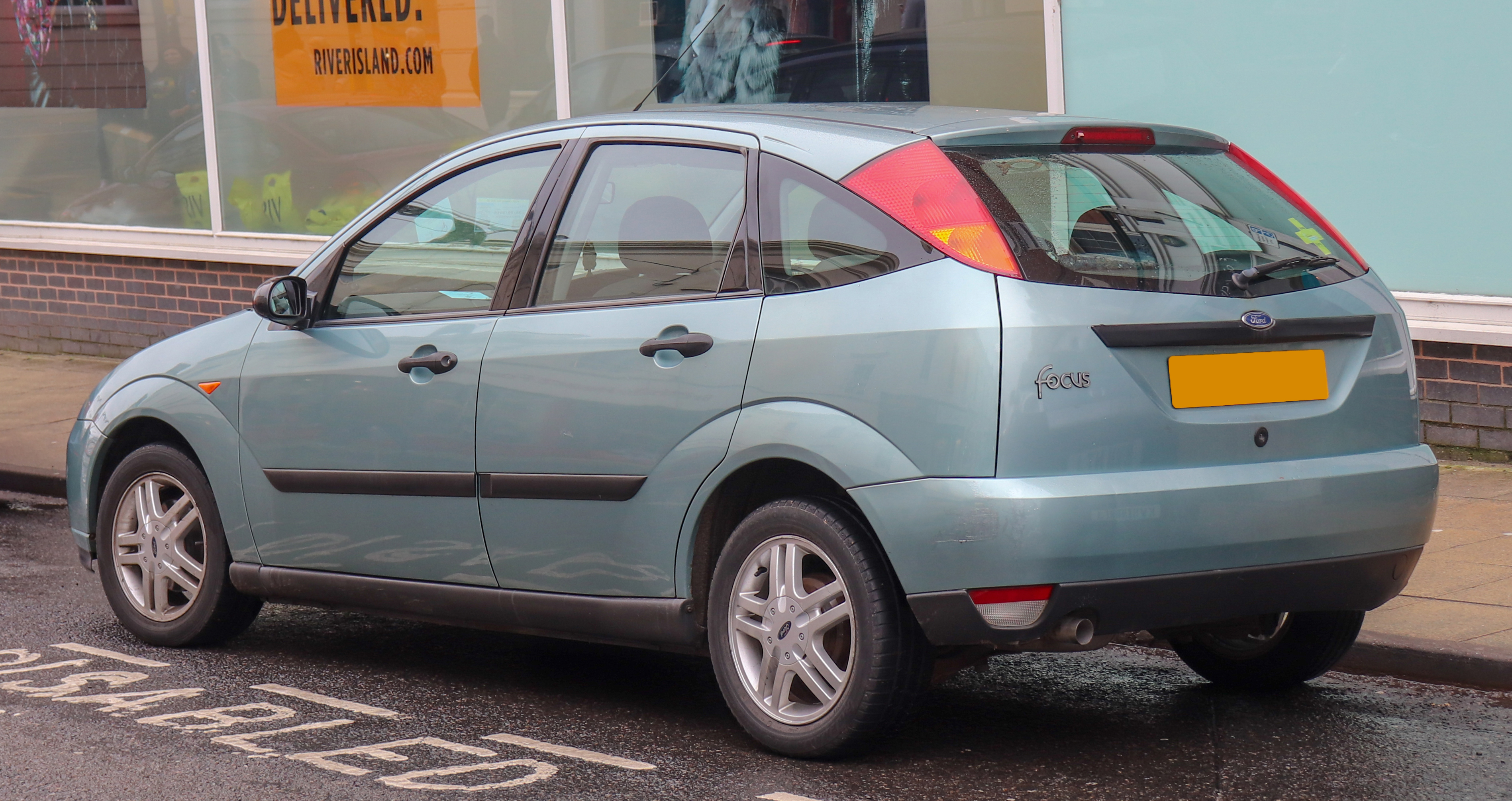
Ford Focus I 5D - tył

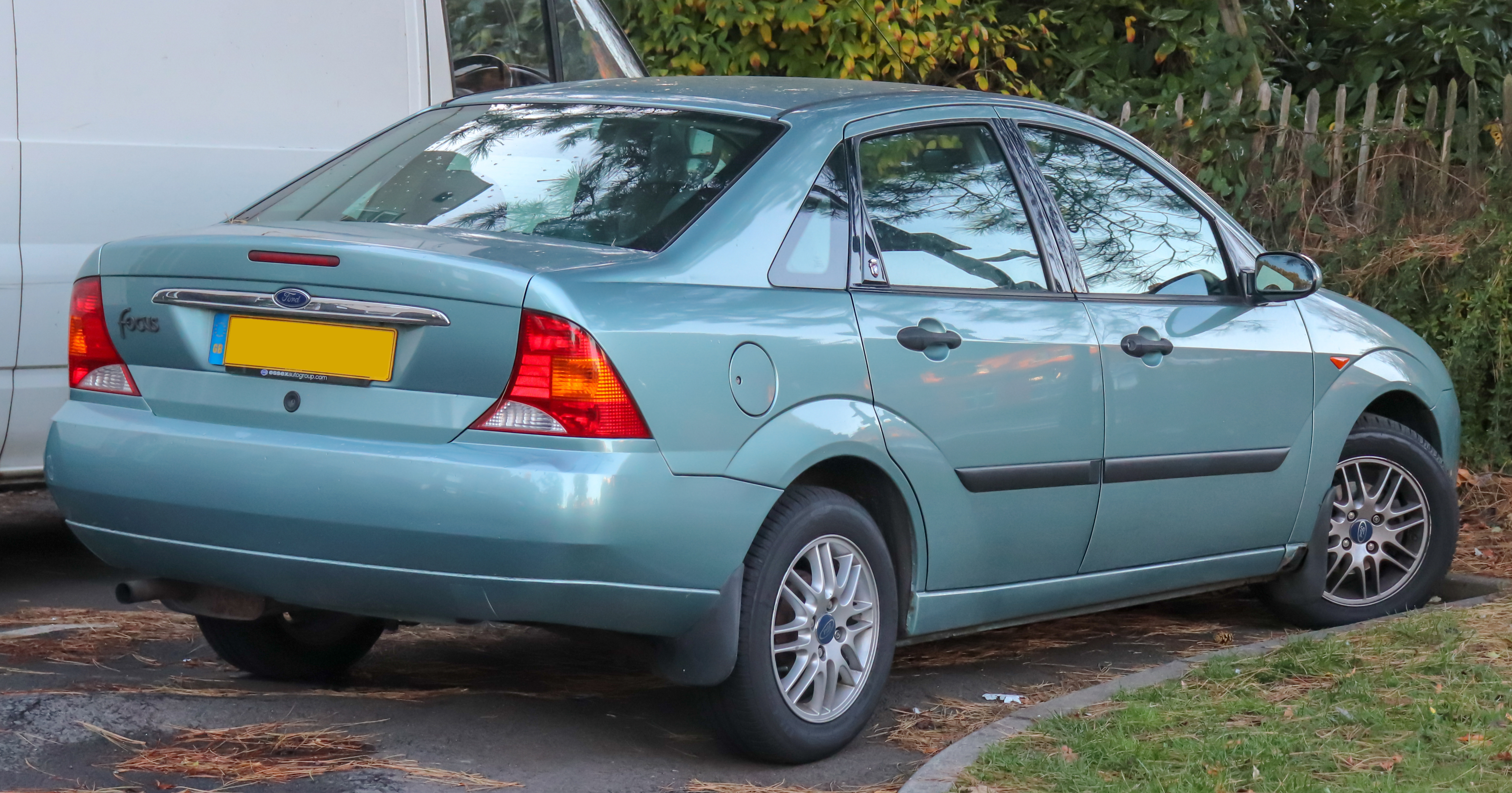
Ford Focus I Sedan

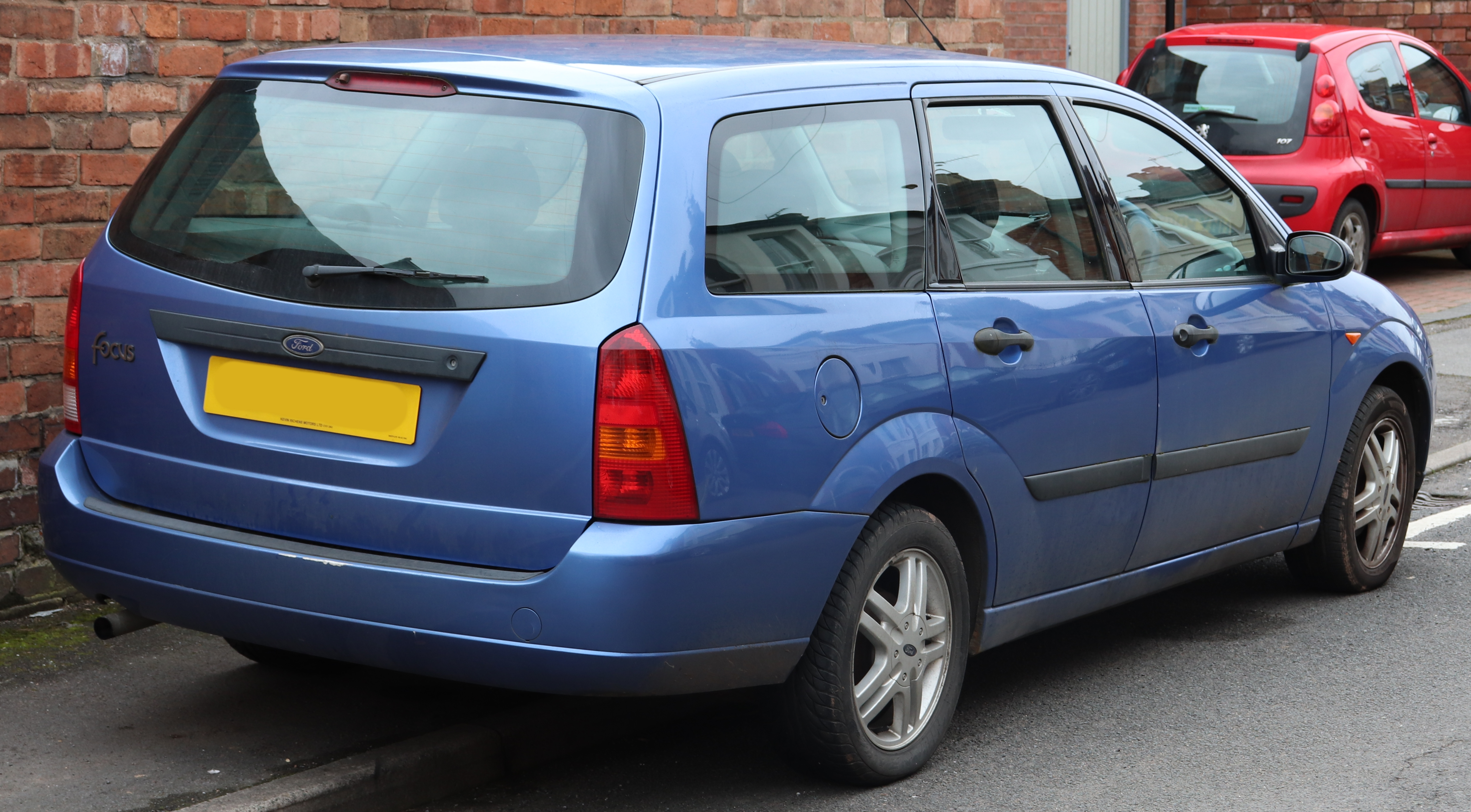
Ford Focus I Kombi

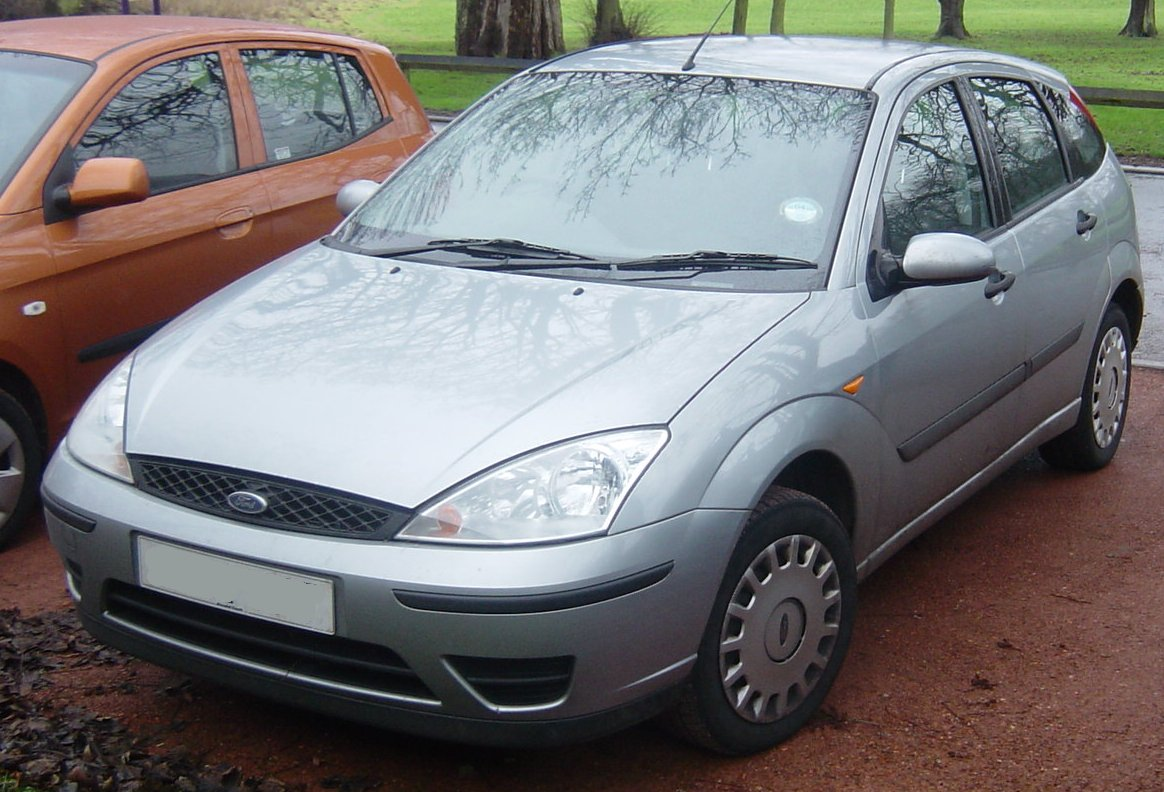
Ford Focus I po liftingu

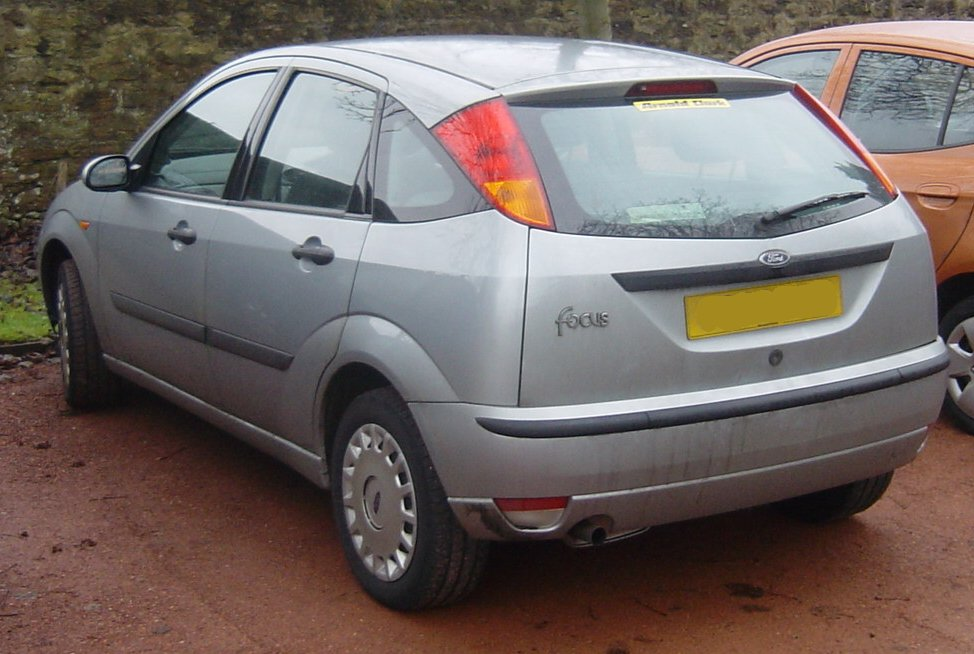
Ford Focus I - tył po liftingu

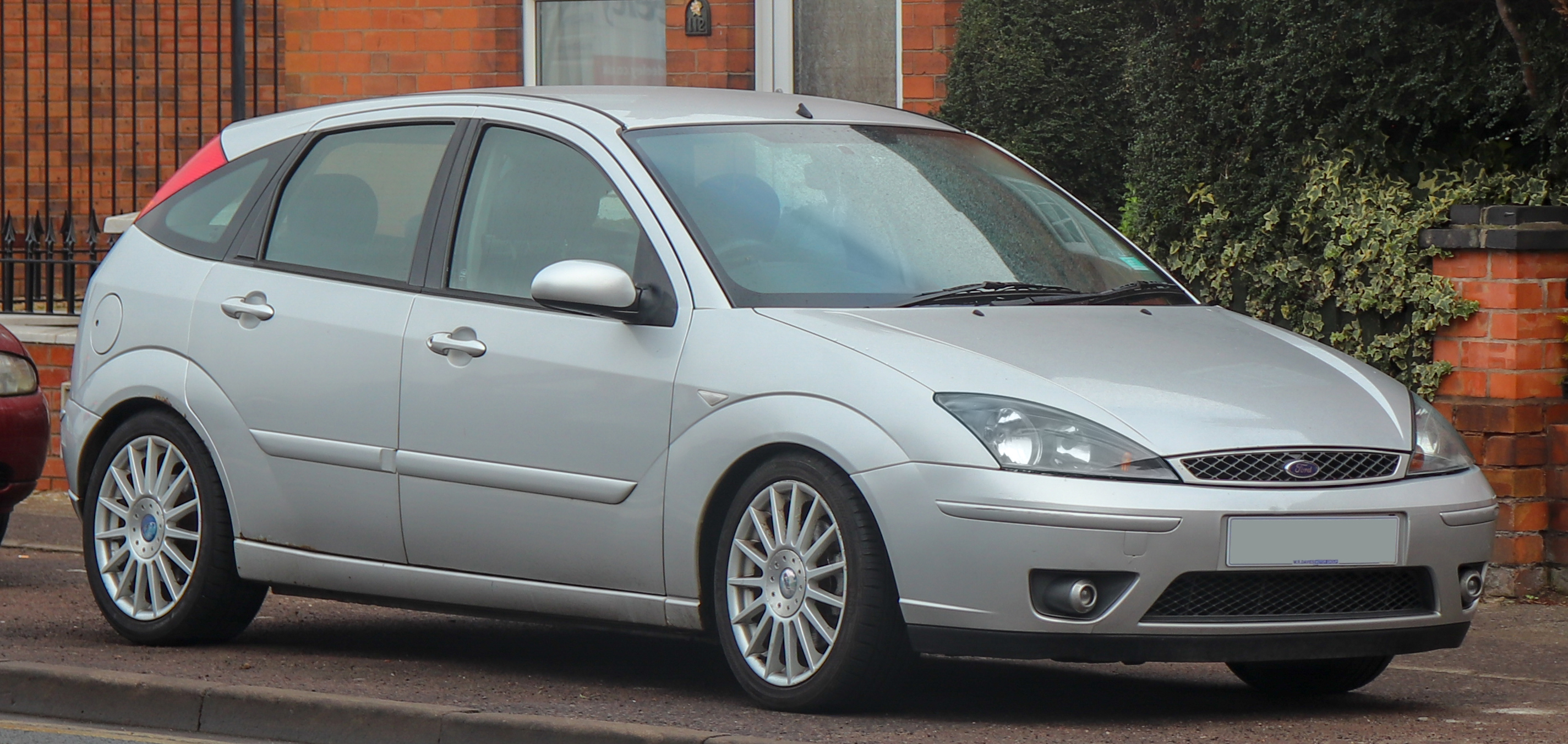
Ford Focus I ST 170

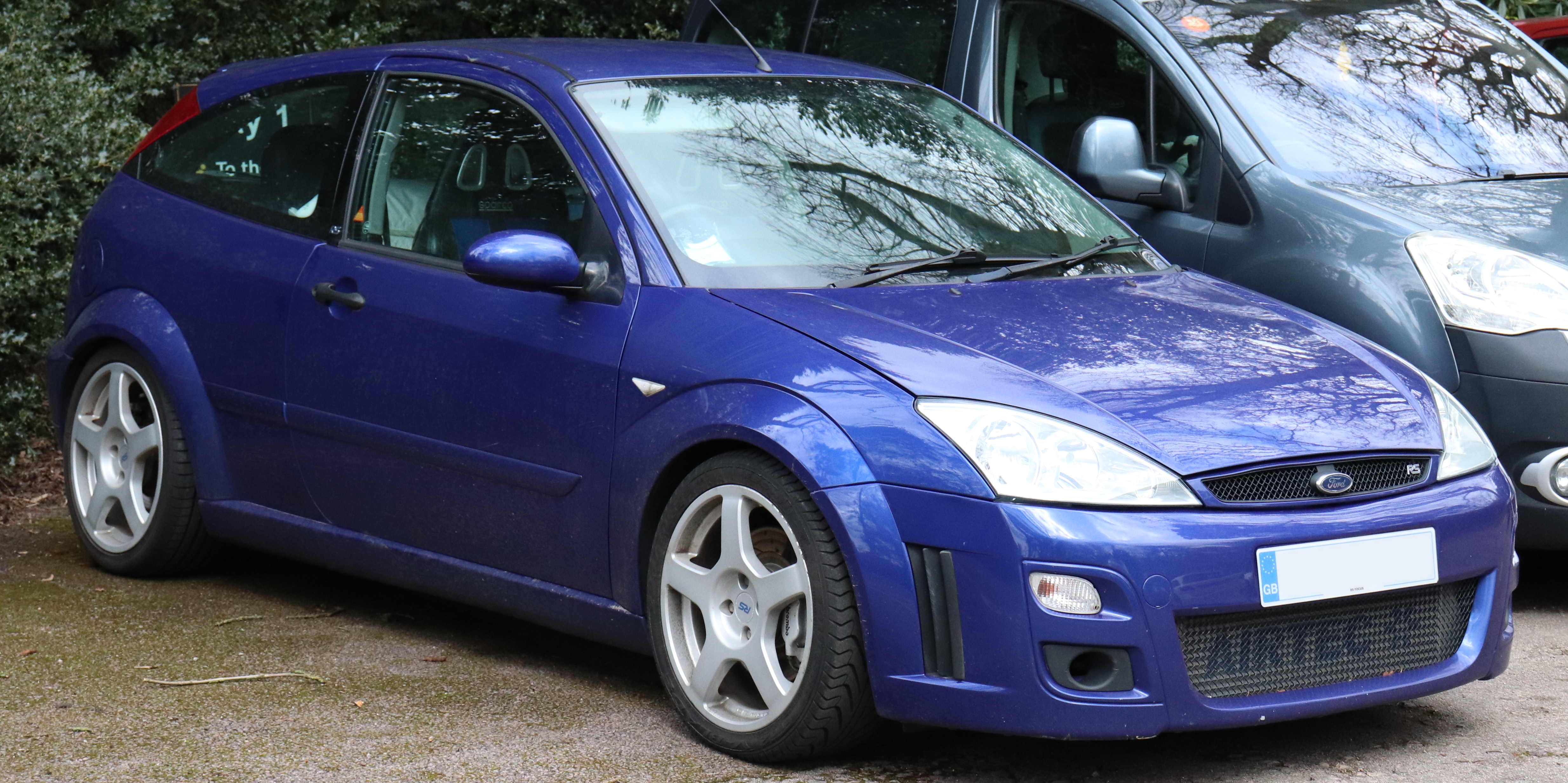
Ford Focus I RS

Ford Focus I został po raz pierwszy zaprezentowany podczas targów motoryzacyjnych w Genewie w 1998 roku.
W połowie lat 90. XX wieku europejski oddział Forda rozpoczął prace nad nowym, kompaktowym samochodem mającym zastąpić leciwą linię modelową Escort. W czasie zaawansowanej fazy projektowej, samochód oznaczony było kryptonimem CW170. Pierwsze zdjęcia szpiegowskie przedprodukcyjnego prototypu pojawiły się w 1995 roku.
Oficjalna premiera pierwszej generacji Forda Focusa odbyła się w marcu 1998 roku podczas Geneva Motor Show. Samochód był przełomową konstrukcją nie tylko w stosunku do ówczesnej oferty producenta, ale i innych, konkurencyjnych samochodów kompaktowych dzięki stylizacji utrzymanej w nurcie „New Edge Design”. Samochód wyróżniał się licznymi przetłoczeniami, łukami i motywem ostrych kantów.
Pod kątem technicznym, Ford Focus I charakteryzował się w pełni niezależnym, wielopunktowym, tylnym zawieszeniem z płaskim wahaczem ustalającym, które zostało zoptymalizowane pod kątem precyzyjnego prowadzenia.
Początkowo ofertę nadwoziową tworzył 3 oraz 5-drzwiowy hatchback, z kolei rok później, w 1999 roku ofertę pojazdu wzbogacono także o 4-drzwiowego sedan oraz 5-drzwiowe kombi. W plebiscycie na Europejski Samochód Roku 1999 Focus zajął 1. pozycję.
Pierwsza generacja Forda Focusa w wersji europejskiej była samochodem o zasięgu światowym - poza Europą, oferowano go także w Ameryce Południowej, Afryce, Rosji z Azją Centralną, Dalekim Wschodzie oraz Australii i Nowej Zelandii. Na tych dwóch ostatnich rynkach Focus zastąpił lokalną linię modelową Ford Laser.

### Lifting
W 2001 roku Ford Focus pierwszej generacji przeszedł obszerną restylizację. Zmodernizowano m.in. przednie reflektory, w których zintegrowano kierunkowskazy i zamontowano nowe soczewkowe klosze. Ponadto zmieniły się tylne lampy, a także zmodernizowano zderzaki, montując na nich czarne listwy.
Zmiany objęły także kabinę pasażerską, w której zmieniono koło kierownicy, układ przyrządów na konsoli środkowej oraz wzory tapicerek. Do listy wyposażenia opcjonalnego dodano m.in. reflektory ksenonowe, nawigację satelitarną oraz zmieniarkę płyt CD.

### ST 170
Na początku 2002 roku ofertę Focusa poszerzyła usportowiona wersja ST 170. Pod kątem wizualnym zyskała ona listwy nadwozia malowane w kolorze lakieru, siedemnastocalowe alufelgi, reflektory ksenonowe lub biksenonowe z czarnymi wkładami, charakterystyczne halogeny w przednim zderzaku oraz nakładki na progi.
Wewnątrz zamontowano półskórzane kubełkowe fotele z elektryczną regulacją, fotele RECARO oraz zegary z białymi tarczami. Dodatkowo w ST170 zainstalowano wskaźnik ciśnienia oraz temperatury oleju. Pod kątem technicznym pojawił się z kolei silnik benzynowy o kodowej nazwie Duratec, który powstał przy współpracy z firmą Cosworth. Zmodyfikowała ona głowice: dodano zmienne fazy rozrządu (VCT), zmienną długość kanałów w kolektorze dolotowym i podniesiono stopień sprężania. Z silnika o pojemności 1998 cm³ uzyskano 172 KM i 195 Nm.
ST170 zostało wyposażone w manualną 6 biegową skrzynie biegów Getrag, przy opracowaniu której Ford współpracował z BMW. Obniżone zawieszenie oraz większe hamulce sprawiają, że samochód jeszcze lepiej się prowadzi. ST170 dostępny był w jako 3 i 5 drzwiowy hatchback oraz kombi. Wersja ST170 dostępna była we wszystkich kolorach, jednak topowy i zastrzeżony dla ST170 był niebieski metalic o nazwie Imperial Blue.

### RS
W październiku 2002 roku ofertę Focusa pierwszej generacji zwieńczyła topowa, sportowa odmiana RS. Nadwozie pojazdu zostało optycznie poszerzone poprzez zastosowanie innych zderzaków oraz błotników, pojazd otrzymał nowy wzór alufelg o rozmiarze 18-cali, a także zmodyfikowany układ hamulcowy. Pojazd wyposażony został w turbodoładowany silnik benzynowy o pojemności 1988 cm³, mocy 215 KM i maksymalnym momencie obrotowym o wartości 310 Nm. Powstało tylko 4501 egzemplarzy wersji RS, a produkcja trwała przez rok do listopada 2003 roku.

#### Wersje wyposażeniowe
- Ambiente
- Comfort
- Trend
- Comfort X
- Ghia
- Interno
- CL
- LX* GL
- GLX
- X100
- XR
- Silver
- Gold
- Titanum

Standardowe wyposażenie pojazdu obejmuje m.in. elektryczne sterowanie szyb przednich, radio, poduszkę powietrzną dla kierowcy, obrotomierz, wspomaganie kierownicy, fotel kierowcy z regulacją wysokości oraz pochylenia, elektroniczny immobiliser, zamek centralny. Opcjonalnie pojazd wyposażyć można było m.in. w elektryczne sterowanie lusterek, elektryczne sterowanie szyb tylnych, klimatyzację, system ABS, system kontroli trakcji, radio z CD, 4 poduszki powietrzne, skórzaną tapicerkę oraz światła przeciwmgłowe, skórzane lub drewniane wstawki, regulację podparcia części lędźwiowej kręgosłupa w fotelu kierowcy, dodatkowe lampki do czytania, elektryczne regulację fotela kierowcy, podgrzewane lusterka zewnętrzne, dysze spryskiwaczy oraz przednią szybę, tempomat, a także w wersjach po liftingu reflektory ksenonowe, poduszkę kolanową dla kierowcy, nawigację satelitarną i zmieniarkę płyt CD.

#### Silniki
| Wersja                | Silnik:                              | Układ zasilania:     | Średnica × skok tłoka: | St. sprężania:     | Moc maksymalna:                    | Maks. moment obrotowy      | 0-100 km/h:        | V-max:             | Śr. zuż. paliwa / 100 km: |
| Silniki benzynowe:    | Silniki benzynowe:                   | Silniki benzynowe:   | Silniki benzynowe:     | Silniki benzynowe: | Silniki benzynowe:                 | Silniki benzynowe:         | Silniki benzynowe: | Silniki benzynowe: | Silniki benzynowe:        |
| --------------------- | ------------------------------------ | -------------------- | ---------------------- | ------------------ | ---------------------------------- | -------------------------- | ------------------ | ------------------ | ------------------------- |
| 1.4 Zetec-SE 16V      | R4 1,4 l (1388 cm³), DOHC 16V        | wtrysk wielopunktowy | 76,00 mm × 76,50 mm    | 11,0:1             | 75 KM (55 kW) przy 5000 obr./min   | 125 N•m przy 3500 obr./min | 14,3 s             | 171 km/h           | 6,6 - 6,8 l               |
| 1.6 Duratec 8V*       | R4 1,6 l (1597 cm³), SOHC 8V         | wtrysk wielopunktowy | 79,00 mm × 81,40 mm    | 10,0:1             | 98 KM (72 kW) przy 5500 obr./min   | 140 N•m przy 4000 obr./min | 11,4 s             | 180 km/h           | 7,0 - 7.3 l               |
| 1.6 Zetec-SE 16V      | R4 1,6 l (1596 cm³), DOHC 16V        | wtrysk wielopunktowy | 79,00 mm × 81,40 mm    | 11,0:1             | 100 KM (74 kW) przy 6000 obr./min  | 144 N•m przy 4000 obr./min | 10,9 s             | 190 km/h           | 6,8 - 7,1 l               |
| 1.8 Zetec-E 16V       | R4 1,8 l (1796 cm³), DOHC 16V        | wtrysk wielopunktowy | 80,60 mm × 88,00 mm    | 10,0:1             | 115 KM (85 kW) przy 5750 obr./min  | 160 N•m przy 3750 obr./min | 10,2 s             | 198 km/h           | 7,5 - 7,9 l               |
| 2.0 Zetec-E 16V       | R4 2,0 l (1998 cm³), DOHC 16V        | wtrysk wielopunktowy | 84,80 mm × 88,00 mm    | 10,0:1             | 130 KM (96 kW) przy 5500 obr./min  | 175 N•m przy 3750 obr./min | 9,2 s              | 201 km/h           | 8,5 - 8,9 l               |
| 2.0 DuratecST (ST170) | R4 2,0 l (1988 cm³), DOHC 16V        | wtrysk wielopunktowy | 84,80 mm × 88,00 mm    | 10,2:1             | 173 KM (127 kW) przy 7000 obr./min | 197 N•m przy 5500 obr./min | 8,2 s              | 216 km/h           | 8,9 - 9,2 l               |
| 2.0 DuratecRS (RS)    | R4 2,0 l (1988 cm³), DOHC 16V, turbo | wtrysk wielopunktowy | 84,80 mm × 88,00 mm    | 8,0:1              | 215 KM (158 kW) przy 5500 obr./min | 310 N•m przy 3500 obr./min | 6,4 s              | 240 km/h           | 9,9 - 10,2 l              |
| Silniki Diesla:       |                                      |                      |                        |                    |                                    |                            |                    |                    |                           |
| 1.8 Endura-TDDi       | R4 1,8 l (1753 cm³), SOHC, turbo     | pompa rotacyjna      | 82,50 mm × 82,00 mm    | 19,4:1             | 75 KM (55 kW) przy 4000 obr./min   | 175 N•m przy 1800 obr./min | 14,7 s             | 168 km/h           | 5,1 - 5,2 l               |
| 1.8 Endura TDDi       | R4 1,8 l (1753 cm³), SOHC, turbo     | pompa rotacyjna      | 82,50 mm × 82,00 mm    | 19,4:1             | 90 KM (66 kW) przy 4000 obr./min   | 200 N•m przy 2000 obr./min | 12,4 s             | 184 km/h           | 5,4 - 5,7 l               |
| 1.8 DuraTorq TDCi*    | R4 1,8 l (1753 cm³), SOHC, turbo     | common rail          | 82,50 mm × 82,00 mm    | 18,5:1             | 100 KM (74 kW) przy 3800 obr./min  | 240 N•m przy 1750 obr./min | 11,5 s             | 186 km/h           | 5,2 - 5,5 l               |
| 1.8 DuraTorq TDCi     | R4 1,8 l (1753 cm³), SOHC, turbo     | common rail          | 82,50 mm × 82,00 mm    | 18,5:1             | 115 KM (85 kW) przy 3800 obr./min  | 250 N•m przy 1850 obr./min | 10,6 s             | 196 km/h           | 5,4 - 5,7 l               |

### Wersja amerykańska

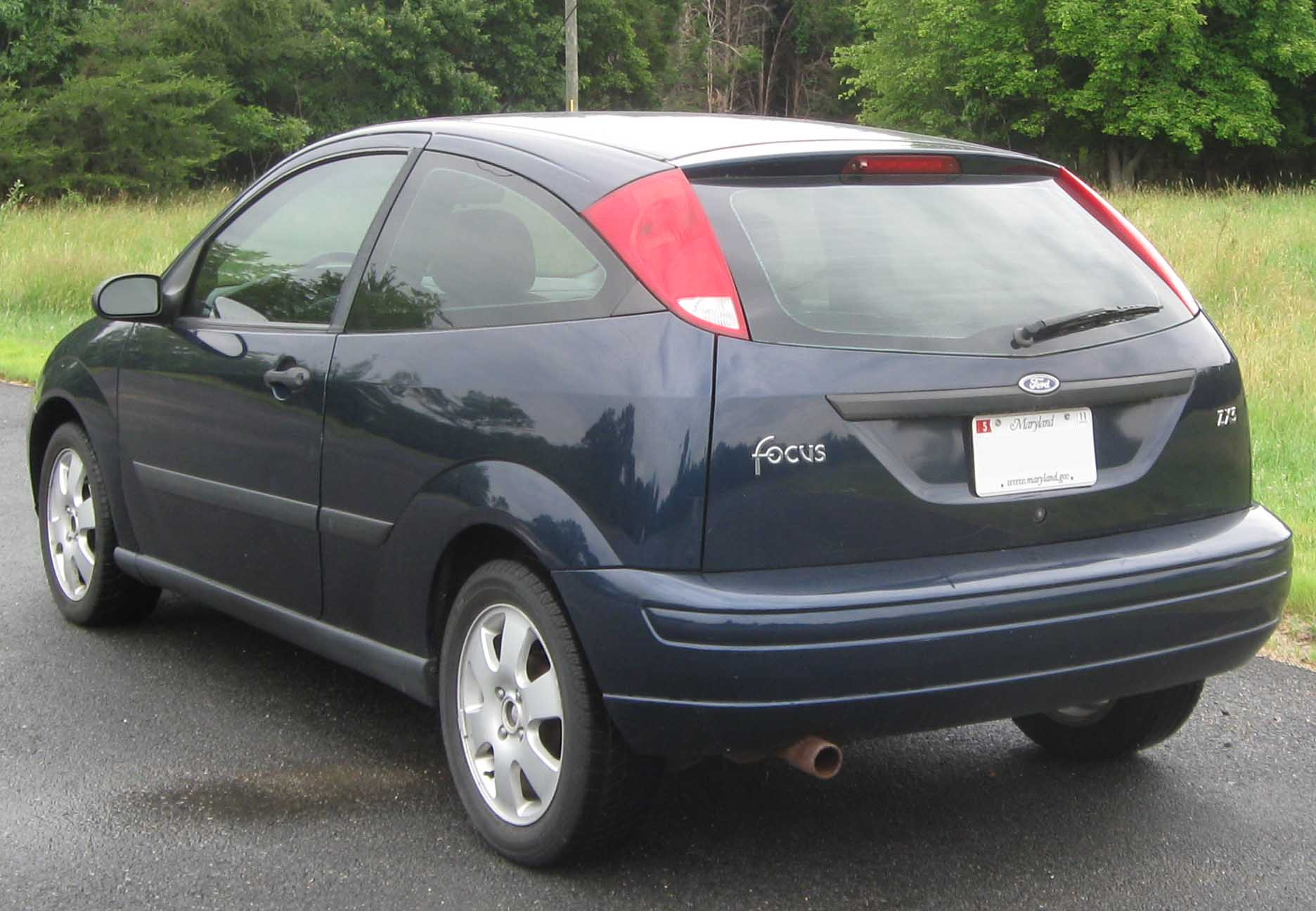
Ford Focus I ZX3 - tył

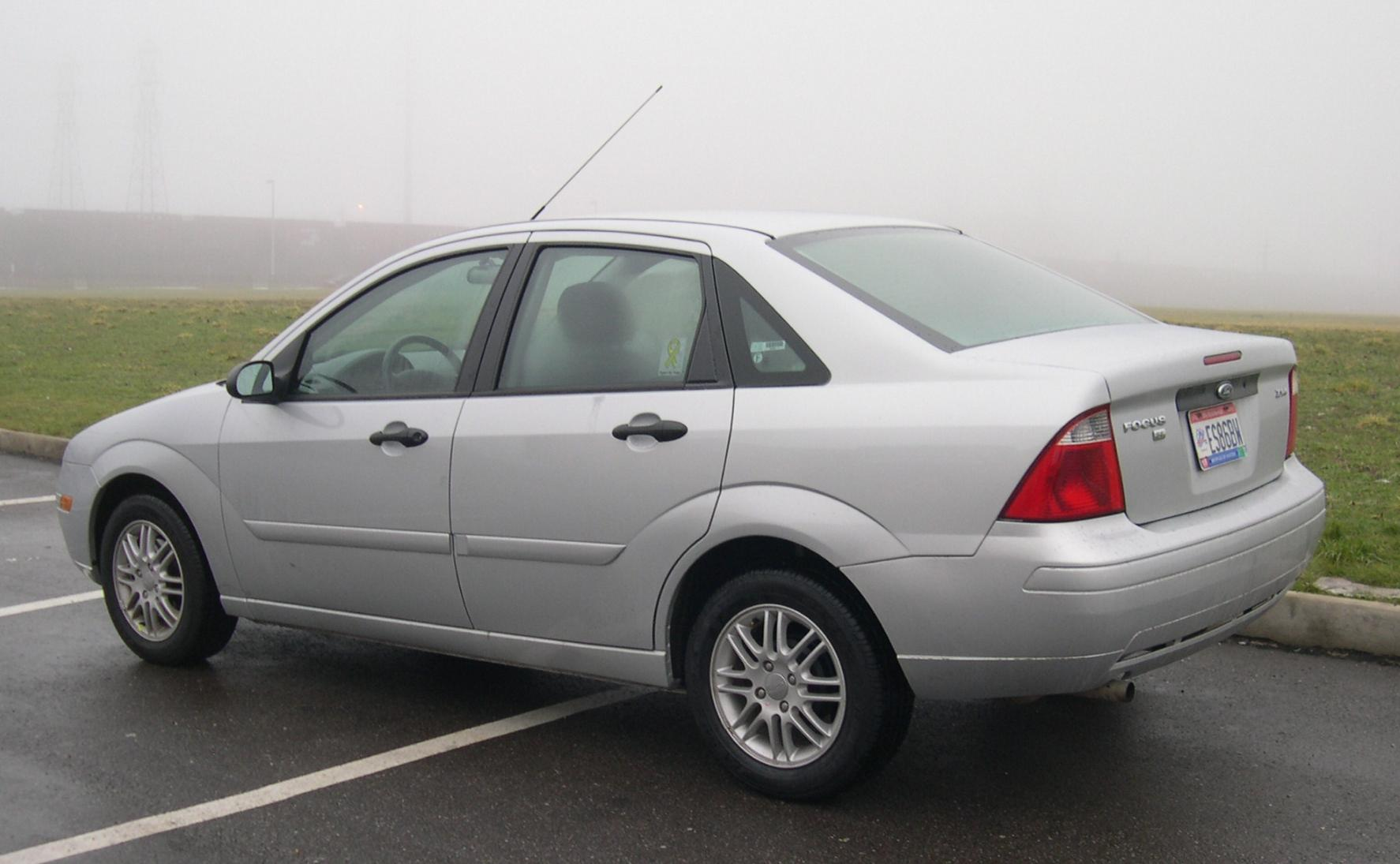
amerykański Ford Focus I ZX4

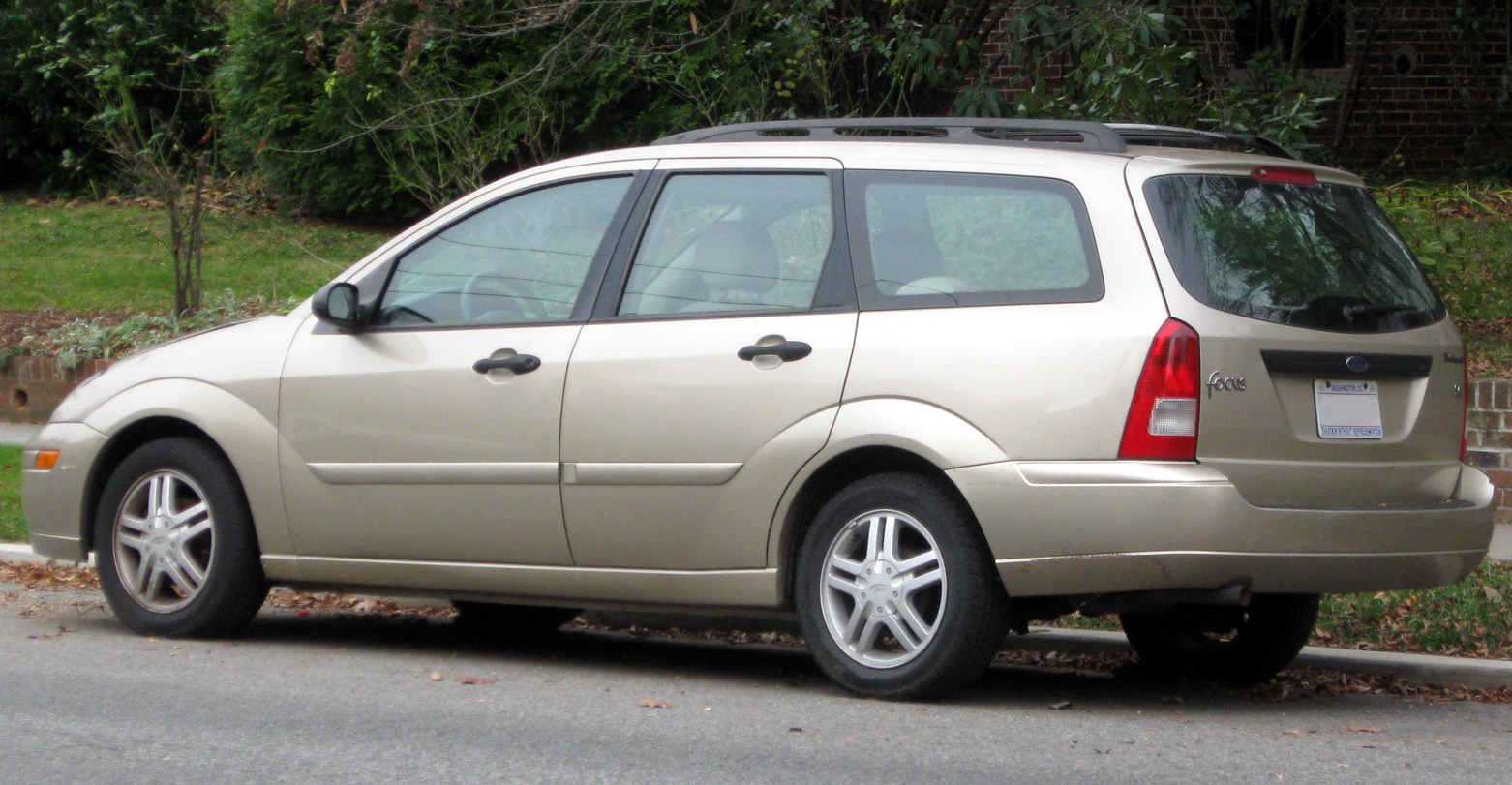
amerykański Ford Focus I SE

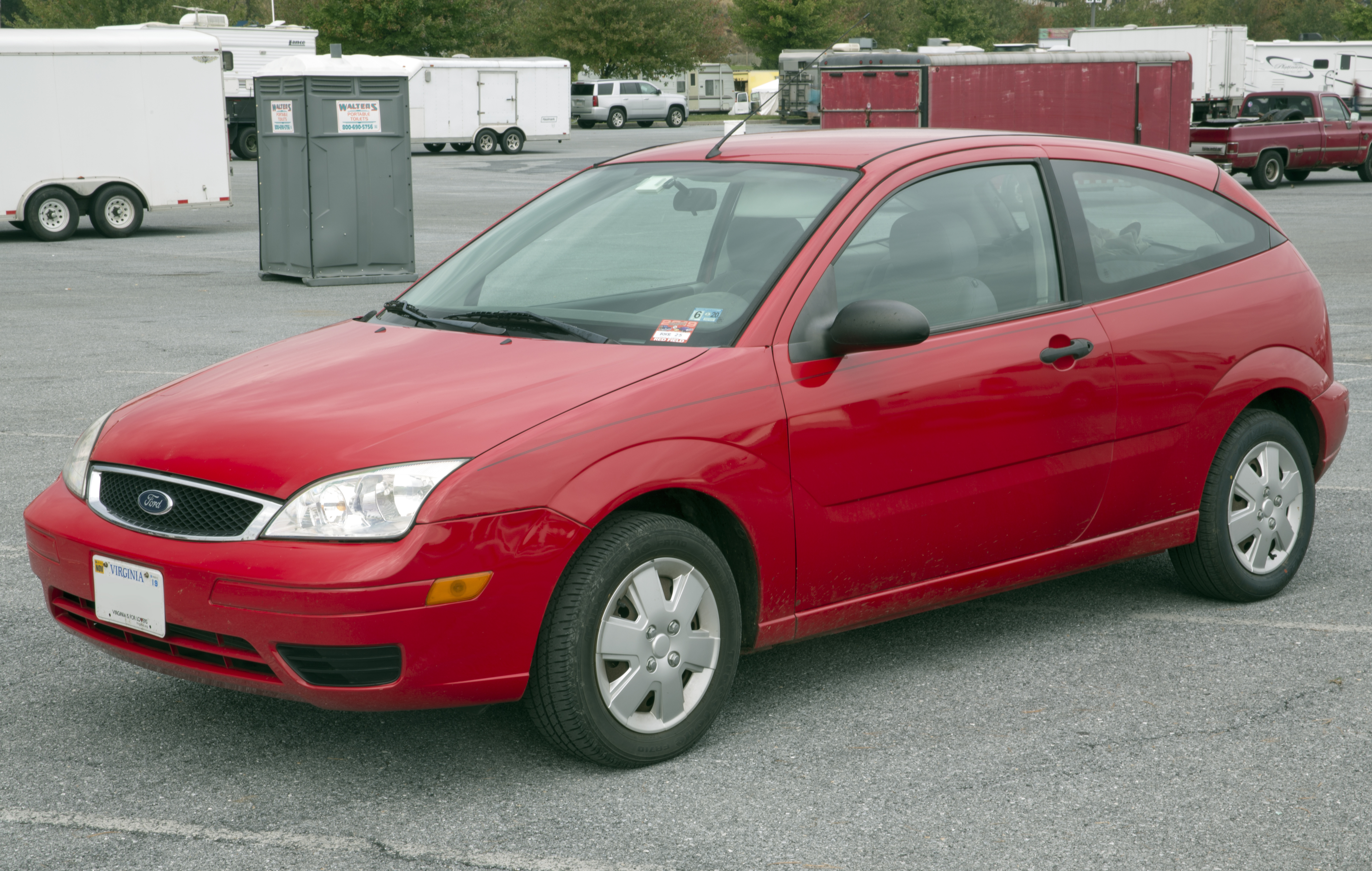
amerykański Ford Focus I ZX3 po liftingu

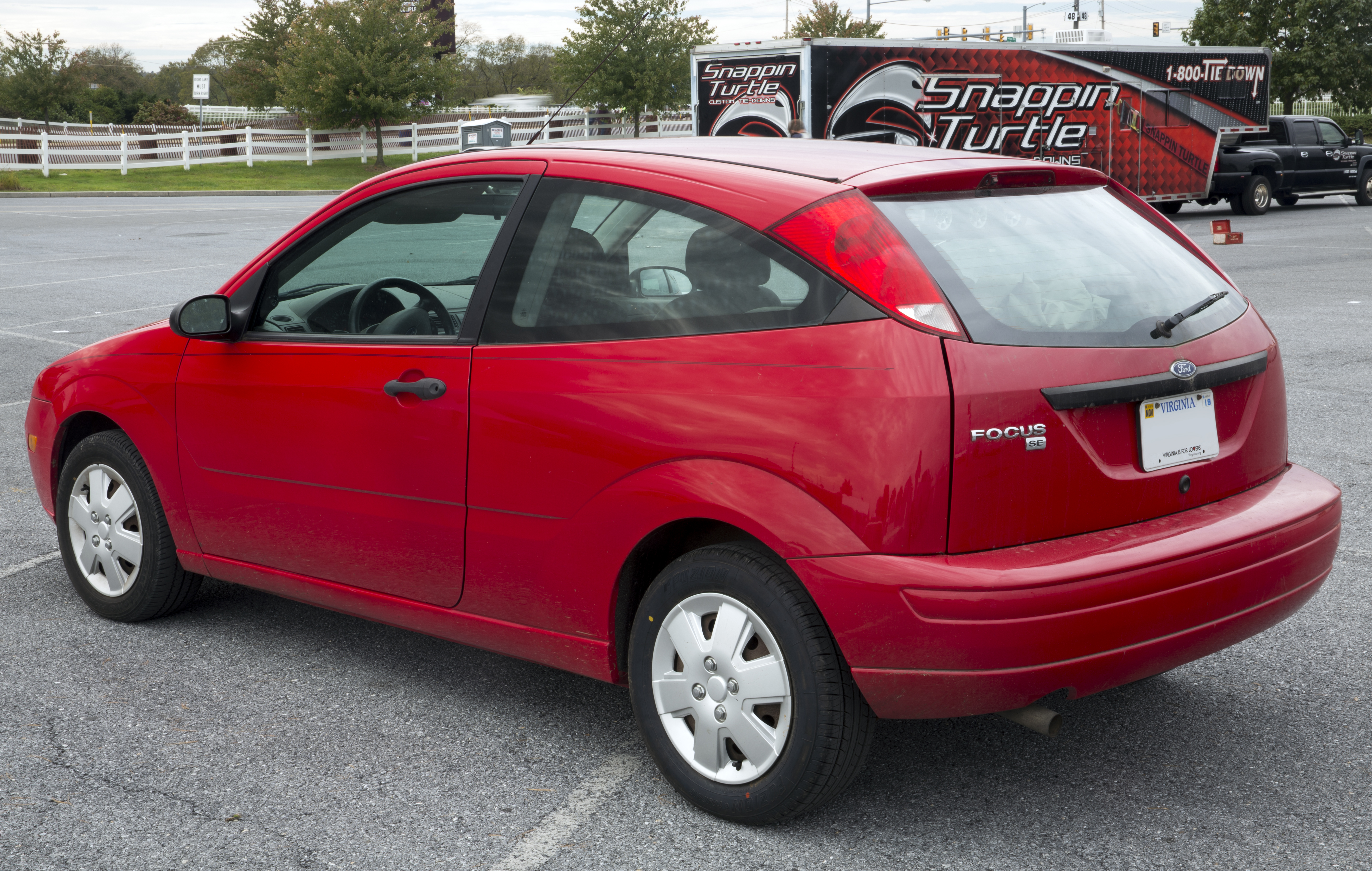
amerykański Ford Focus I ZX3 - tył po liftingu

Ford Focus I został zaprezentowany po raz pierwszy w 1999 roku.
Jesienią 1999 roku północnoamerykański oddział Forda zdecydował się zastąpić lokalną wersję modelu Escort zupełnie nowym, kompaktowym pojazdem zapożyczonym z europejskiej oferty marki. Na potrzeby rynku Ameryki Północnej, Focus I został głęboko zmodernizowany.
Pojawiły się umieszczone pod atrapą chłodnicy kierunkowskazy, ciemne wkłady reflektorów, inny układ tylnych lamp, a także masywniejsze przednie i tylne zderzaki zmieniające wymiary zewnętrzne samochodu głównie pod kątem długości nadwozia. Zmieniono też wystrój kabiny pasażerskiej, dostępne lakiery nadwozia i nomenklaturę wariantów wyposażenia wraz z wersjami nadwozia.
Focus pierwszej generacji sprzedawany był w Ameryce Północnej jako ZX3, ZX4, ZX5. Cyferka oznaczała liczbę drzwi pojazdu łączącą się z odmianą nadwozia. Gama wariantów była taka sama jak w Europie, obejmując 3 i 5-drzwiowego hatchbacka, 4-drzwiowego sedana oraz 5-drzwiowe kombi. W 2000 roku samochód zdobył tytuł North American Car of the Year.

### Lifting
W grudniu 2003 roku północnoamerykański oddział Forda przedstawił Focusa pierwszej generacji po obszernej restylizacji, która przeszła zakres niezależny względem wariantów oferowanych w innych regionach świata. Samochód otrzymał inny kształt reflektorów, większą atrapę chłodnicy, przestylizowane zderzaki, a także zupełnie nowy projekt deski rozdzielczej. Uzyskała ona bardziej kanciasty kształt, z konwencjonalnym układem konsoli centralnej.

#### Wersje wyposażeniowe
- ZX3
- S
- Kona Edition
- LX
- SE & ZTS
- SE
- S2
- Street Edition
- SE & ZTW
- ZX5
- ZTS & Centennial Edition
- SVT
- Comfort
- Premium
- SE & SES
- SES & ST
- Sony Edition
- Mach Audio

#### Silniki
| 2.0 CVH/SPI | R4 2,0 l (1988 cm³), SOHC 8V  | wtrysk wielopunktowy | 84,80 mm × 88,00 mm | 9,35:1 | 112 KM (82 kW) przy 5000 obr./min  | 170 N•m przy 3750 obr./min |
| 2.0 Zetec-R | R4 2,0 l (1988 cm³), DOHC 16V | wtrysk wielopunktowy | b.d.                | b.d.   | 127 KM (95 kW)                     | 183 N•m                    |
| SVT         | R4 2,0 l (1988 cm³), DOHC 16V | wtrysk wielopunktowy | b.d.                | b.d.   | 167 KM (125 kW)                    | 197 N•m                    |
| 2.0 Duratec | R4 2,0 l (1988 cm³)           | wtrysk wielopunktowy | b.d.                | b.d.   | 136 KM (101 kW)                    | 180 N•m                    |
| 2.0 Duratec | R4 2,0 l (1988 cm³)           | wtrysk wielopunktowy | b.d.                | b.d.   | 140 KM (100 kW)                    | 184 N•m                    |
| 2.0 Duratec | R4 2,0 l (1988 cm³)           | wtrysk wielopunktowy | b.d.                | b.d.   | 130 KM (97 kW)                     | 175 N•m                    |
| 2.3 Duratec | R4 2,3 l (2261 cm³)           | wtrysk wielopunktowy | b.d.                | b.d.   | 148 KM (108 kW)                    | 202 N•m                    |
| 2.3 ZTS     | R4 2,3 l (2261 cm³), DOHC 16V | wtrysk wielopunktowy | 87,50 mm × 94,00 mm | 9,7:1  | 151 KM (113 kW) przy 5750 obr./min | 209 N•m przy 4250 obr./min |

## Druga generacja

### Wersja światowa

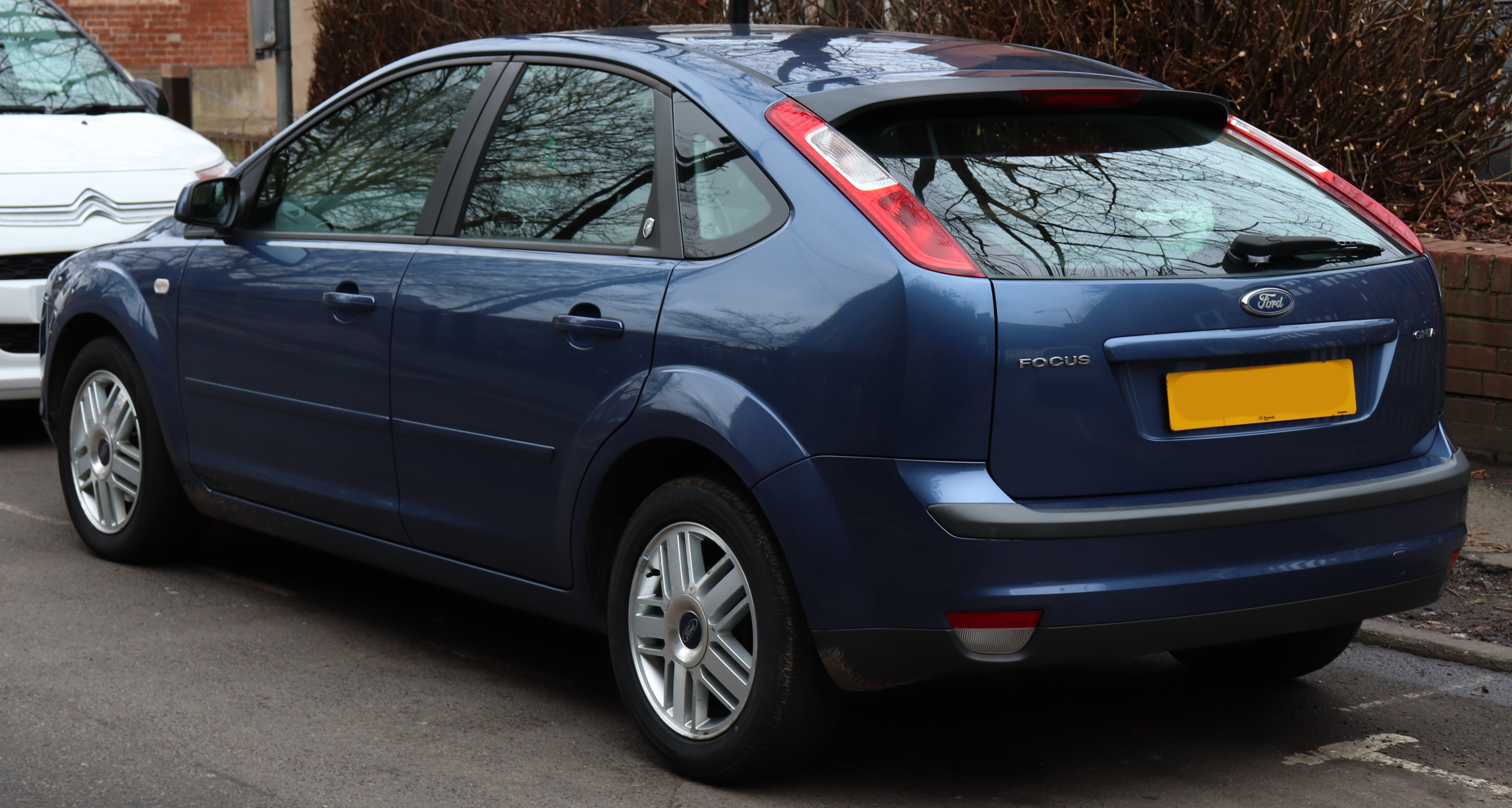
Ford Focus II - tył

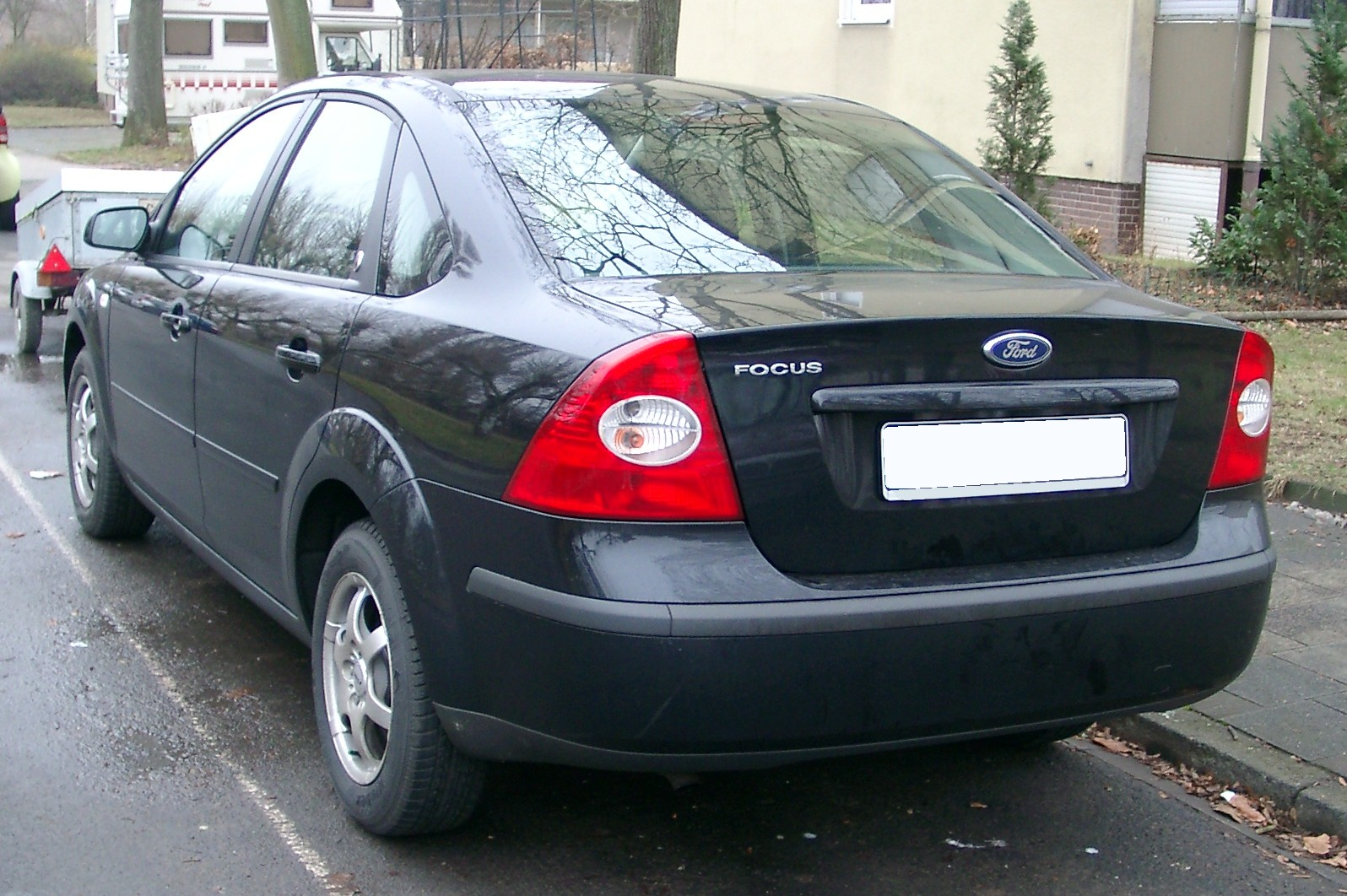
Ford Focus II Sedan

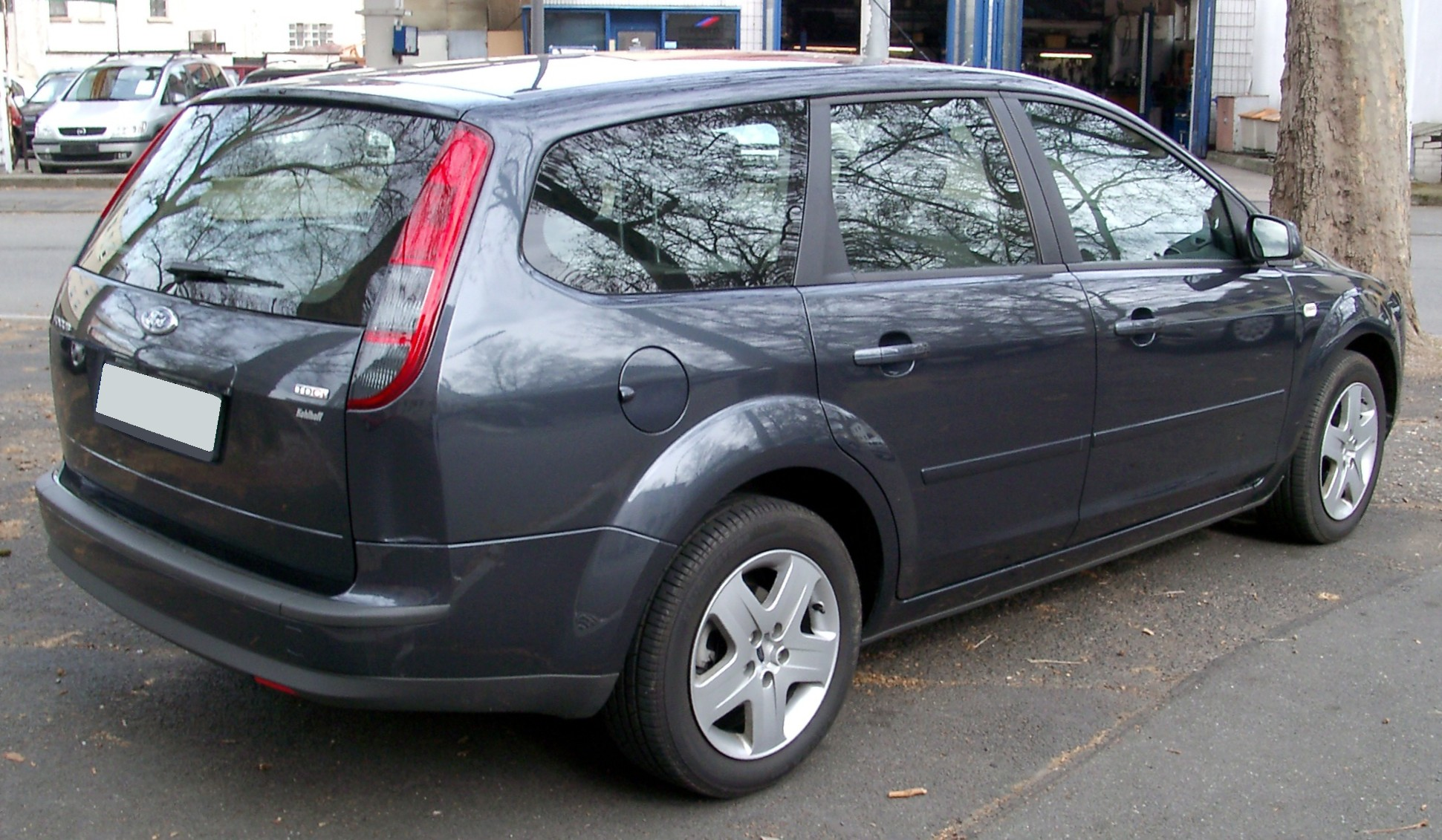
Ford Focus II Kombi

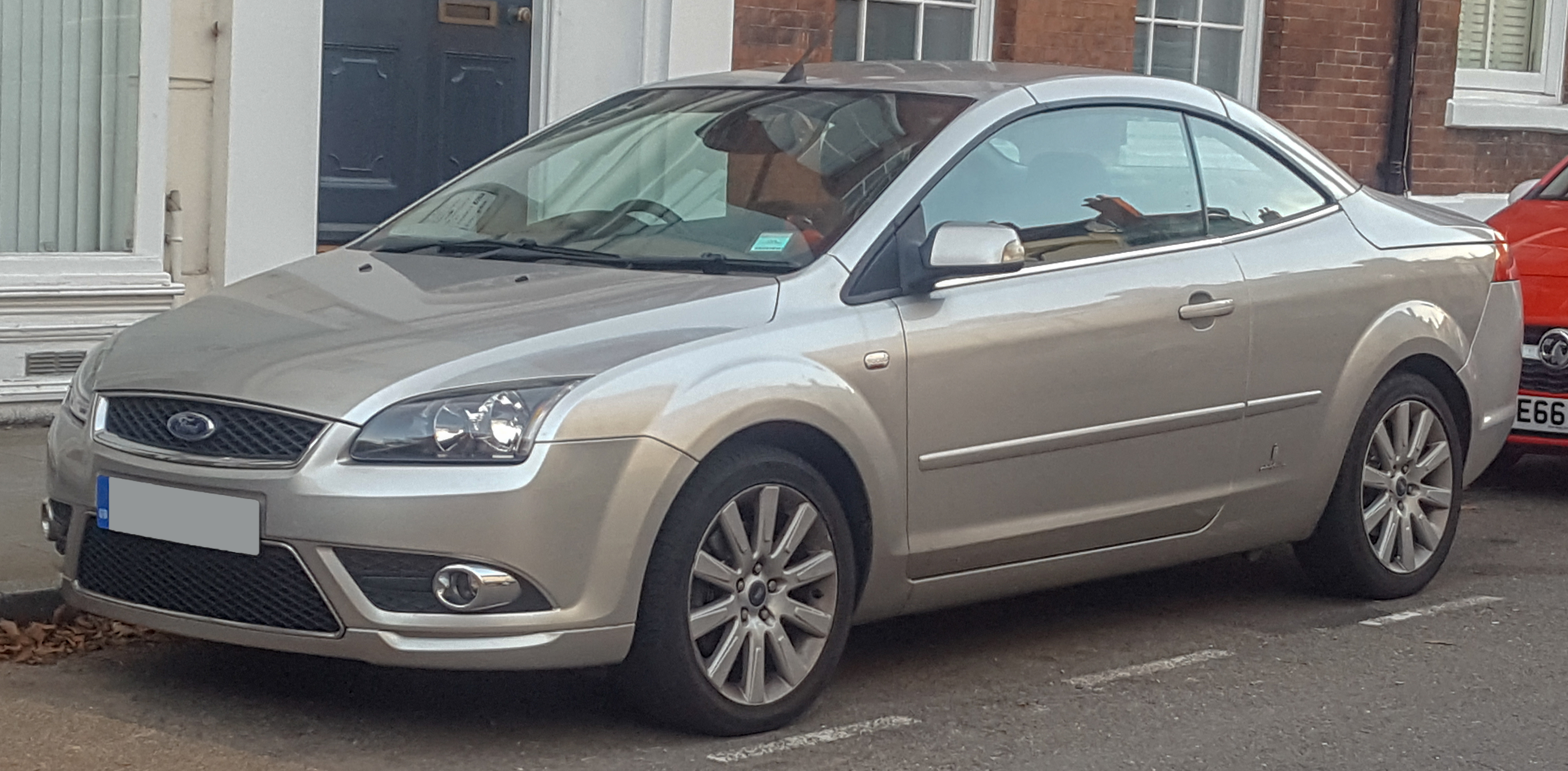
Ford Focus II CC

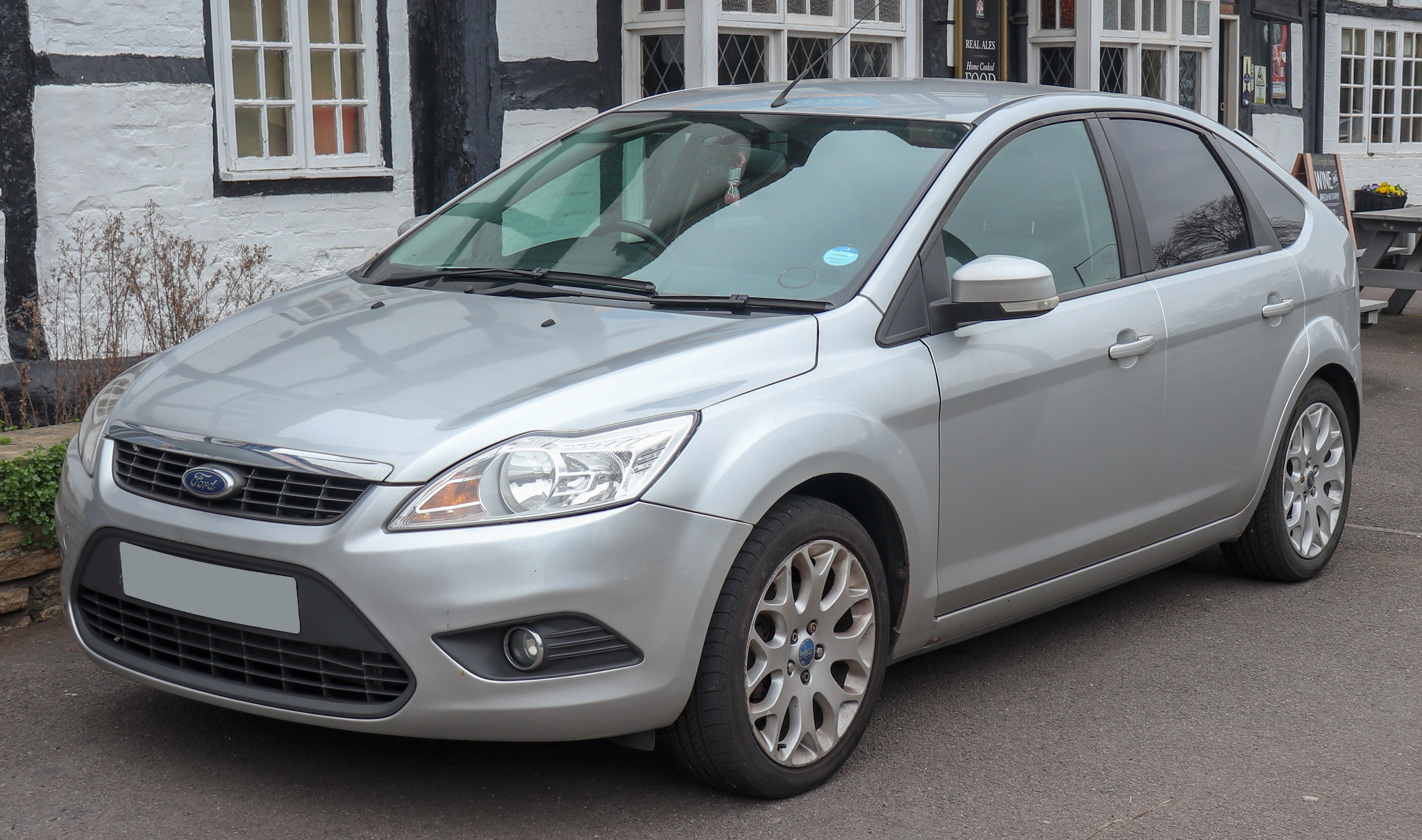
Ford Focus II po liftingu

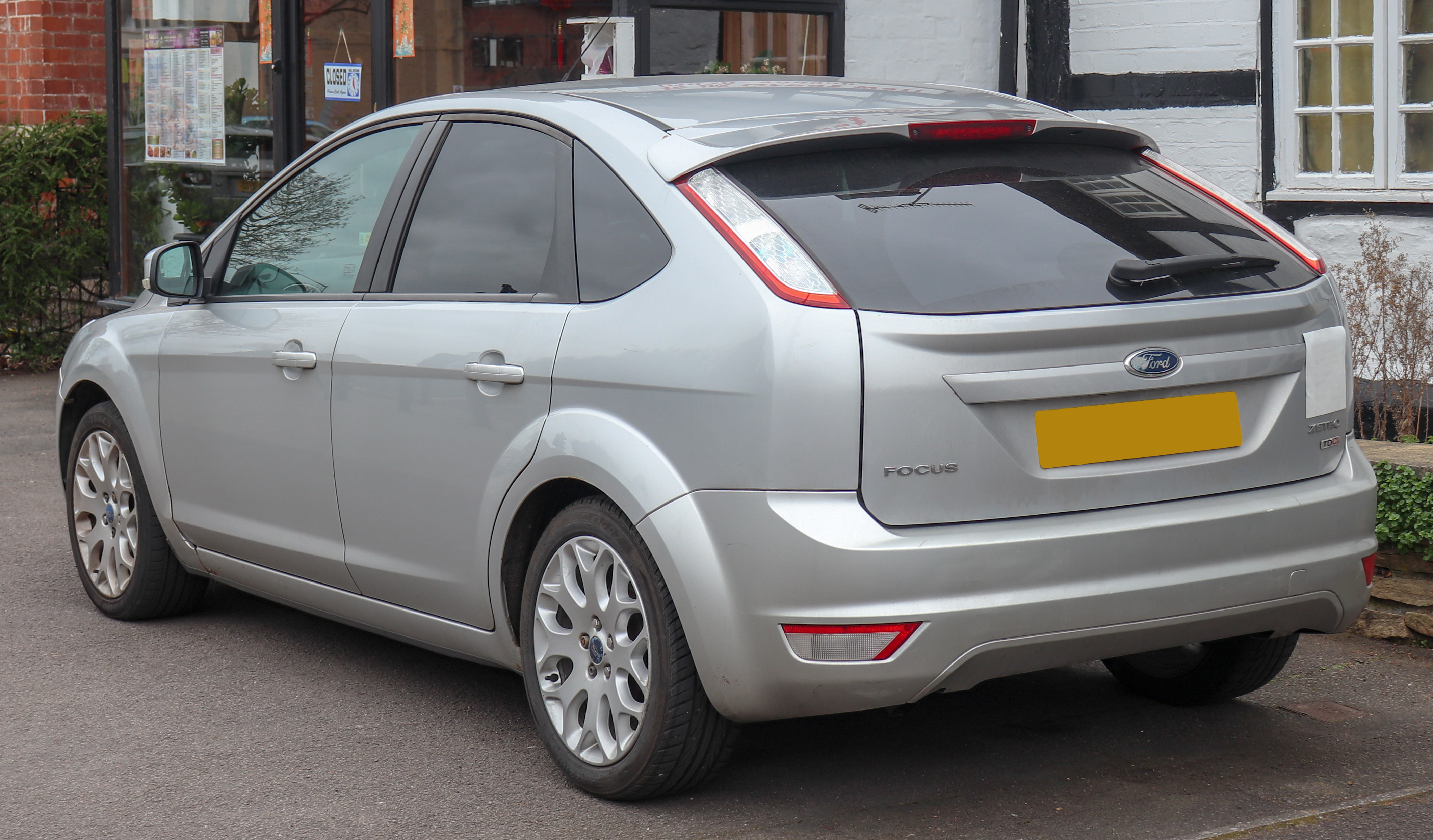
Ford Focus II - tył po liftingu

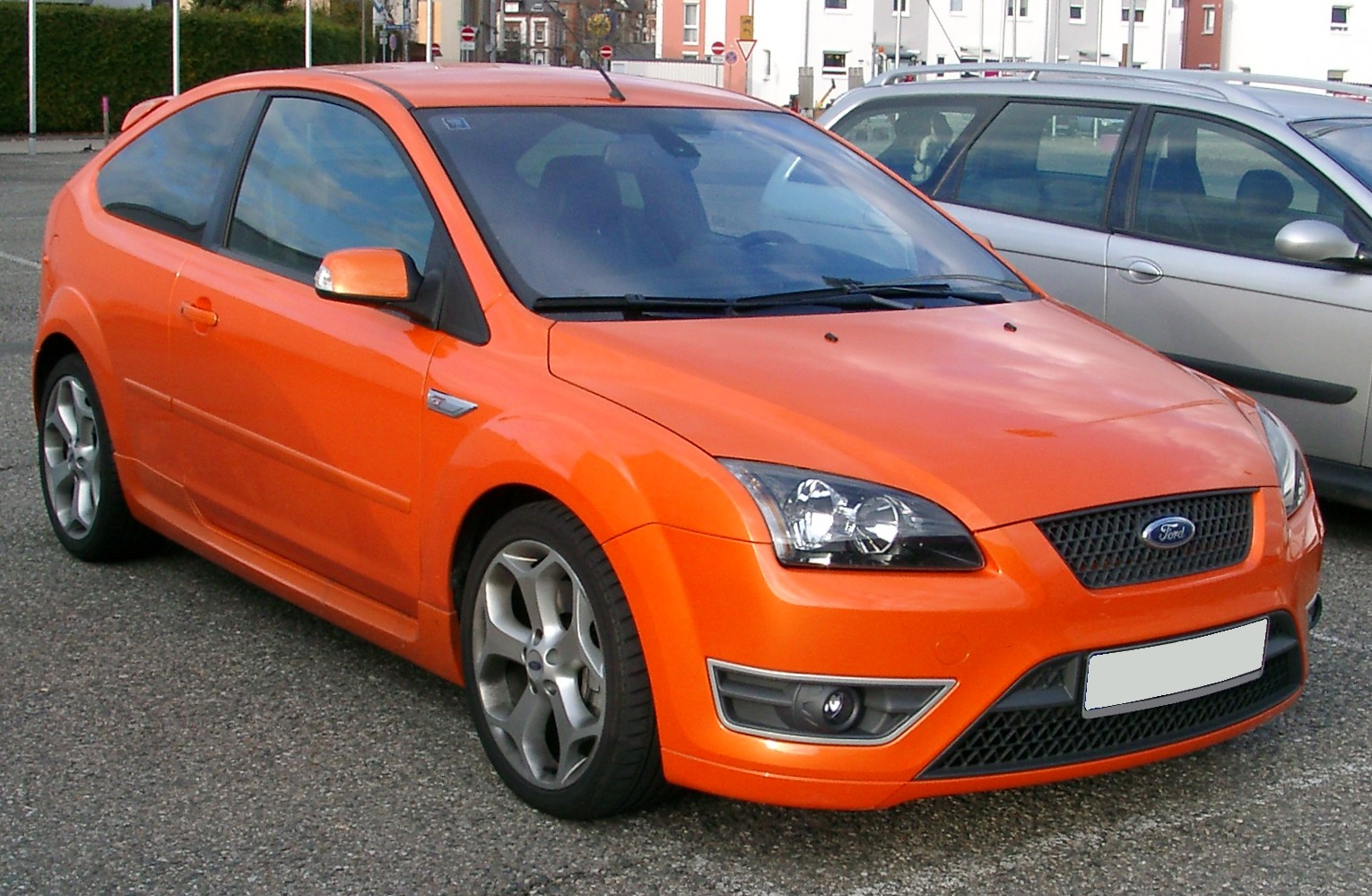
Ford Focus II ST

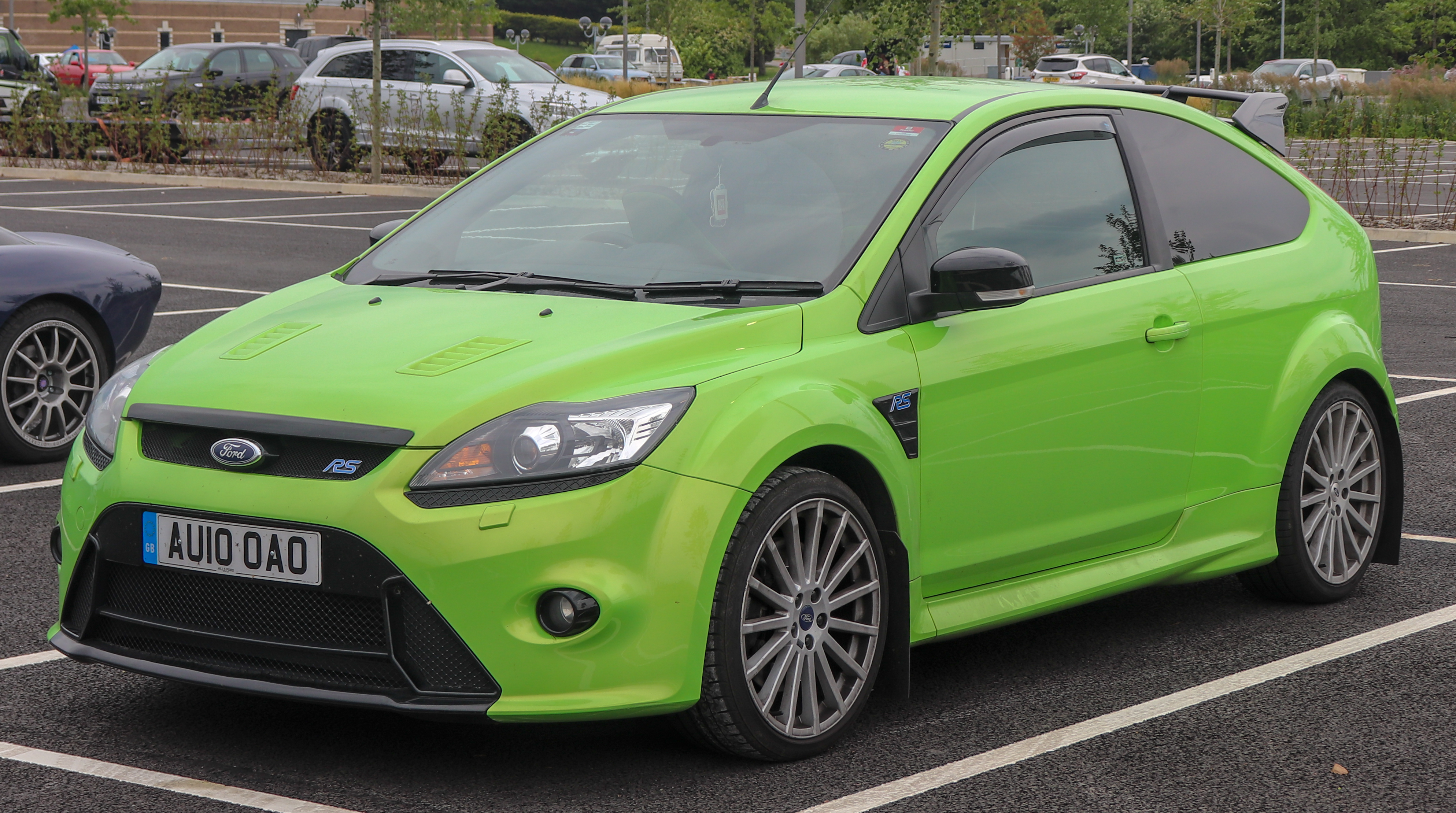
Ford Focus II RS

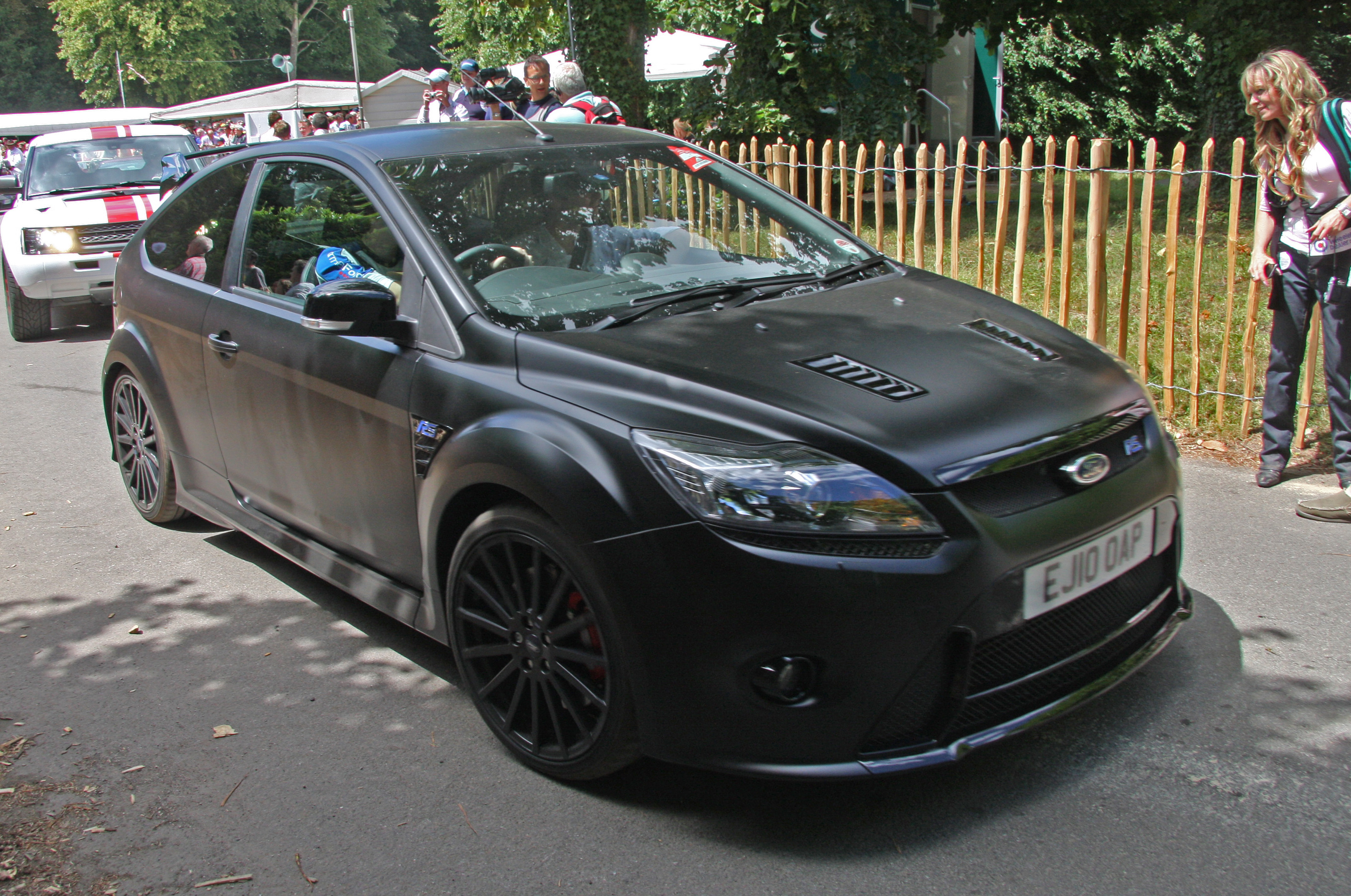
Ford Focus II RS 500

Ford Focus II został zaprezentowany po raz pierwszy w 2004 roku.
Późnym latem 2004 roku europejski oddział Forda zaprezentował zbudowaną od podstaw, drugą generację lokalnej wersji Focusa. Samochód utrzymano w bardziej stonowanym kształcie nadwozia, zachowując zwarte linie i prostsze przetłoczenia. Z przodu pojawiły się podobnego kształtu, co w przypadku poprzednika, reflektory i większa atrapa chłodnicy, z kolei tył zdobiły podłużne położone pod kątem pionowe lampy.
Druga generacja Forda Focusa została zbudowana na płycie podłogowej Ford C1 na której powstały m.in. Volvo C30/C70/S40/V50, a także Mazda 3. W 2005 roku wzbogacono gamę wariantów nadwoziowych o 4-drzwiowego sedana, a także 5-drzwiowe kombi. Z kolei rok później, w 2006 roku, zaprezentowano wersję coupé-cabrio, która została zaprojektowana przez włoskie studio stylistyczne Pininfarina. Auto otrzymało elektrycznie otwierany, dwuczęściowy dach.
W plebiscycie na Europejski Samochód Roku 2005 model zajął 3. pozycję (za Toyotą Prius II i Citroenem C4).

### Lifting
Pod koniec 2007 roku Focus II generacji przeszedł lifting, który został przeprowadzony zgodnie z nowymi zasadami projektowania modeli Forda - Kinetic Design. Przeprojektowany został m.in. przód pojazdu, w którym zastosowano nowe przednie reflektory o bardziej zadartym kształcie, a także atrapę chłodnicy, która w zależności od wersji otoczona może być chromowaną ramką. Pojawił się też nowy przedni zderzak z większym, trapezoidalnym wlotem powietrza, a także przestylizowano lampy tylne ze srebrnymi wkładami.
Modernizacja objęła także kokpit, gdzie pojawił się nowy tunel środkowy, zmodernizowane zegary, nowy system audio oraz panel klimatyzacji. Do listy wyposażenia opcjonalnego dodano m.in. reflektory biksenonowe z funkcją doświetlania zakrętów (AFS).

### ST
W 2006 roku Ford zaprezentował sportową odmianę ST, która charakteryzowała się głębokimi zmianami wizualnymi. Pojawiła się węższa, większa atrapa chłodnicy, bardziej zabudowane zderzaki, dodatkowy spojler, większe alufelgi, obniżone sportowe zawieszenie i inne barwy lakierów. Ford Focus II ST był napędzany 2,5-litrowym silnikiem benzynowym o mocy 225 KM.

### RS
Już po modernizacji Focusa drugiej generacji, Ford przedstawił topową, sportową odmianę RS. Wyróżniała się ona masywnymi, muskularnymi nadkolami, dużym spojlerem tylnym, dyfuzorem sportowym ogumieniem z większymi alufelgami, a także dodatkowymi wlotami powietrza na czele z tym w przednim zderzaku.
Ford Focus II RS był napędzany pięciocylindrowym, turbodoładowanym silnikiem benzynowym o pojemności 2,5-litra i mocy 305 KM.

### RS 500
W 2010 roku we współpracy z firmą Revolve Technologies, która to odpowiada za pomoc przy tworzeniu Focusa i Fiesty ST oraz bazując na Focusie II RS zbudowano limitowaną wersję RS 500. Cechą charakterystyczną tej wersji było pokrycie samochodu specjalną folią w czarnym macie, która została specjalnie przygotowana przez firmę 3M, innym wzorem alufelg w czarnym kolorze oraz mocniejszym, 350-konnym silnikiem benzynowym o pojemności 2,5-litra. W tym konkretnym przypadku oznaczenie RS 500 nie oznaczało mocy samochodu, a ilość wyprodukowanych samochodów 500 sztuk na cały świat.

### X Road
W 2009 roku podczas targów motoryzacyjnych AutoRAI w Amsterdamie zaprezentowano wersję uterenowioną Focus X Road bazującą na modelu kombi pojazdu. Karoseria pojazdu otrzymała pakiet nakładek wykonanych z tworzywa sztucznego oraz delikatne osłony podwozia. Wersja przeznaczona jest na rynek holenderski.

#### Wersje wyposażeniowe
- Ambiente
- Amber
- Comfort
- ECOnetic
- Ghia
- GL
- GLX
- LX
- MP350 RS
- Platinium X
- Sport
- Studio
- Style
- Trend
- Titanium

#### Silniki
Benzynowe:
- R4 1.4 80 KM, 124 Nm przy 3500 obr./min
- R4 1.6 101 KM, 150 Nm przy 4000 obr./min
- R4 1.6 Ti-VCT 115 KM, 155 Nm przy 4150 obr./min
- R4 1.8 125 KM, 165 Nm przy 4000 obr./min
- R4 2.0 145 KM, 185 Nm przy 4500 obr./min
- R5 2.5 Turbo 226 KM, 320 Nm przy 2100 obr./min ST
- R5 2.5 Turbo 305 KM, 440 Nm przy 2300 obr./min RS
- R5 2.5 Turbo 350 KM, 460 Nm przy 2300 obr./min RS 500

Wysokoprężne:
- R4 1.6 TDCi 90 KM, 215 Nm przy 1750 obr./min
- R4 1.6 TDCi 109 KM, 240/260 Nm przy 1750 obr./min
- R4 1.8 TDCi 115 KM, 280 Nm przy 1900 obr./min
- R4 2.0 TDCi 136 KM, 320 Nm przy 2000 obr./min

### Dane techniczne (ST)
- Silnik: R5
- Pojemność: 2522 cm³
- Liczba zaworów: 20
- Liczba zaworów na cylinder: 4
- Moc: 225 KM @ 6000 RPM
- Moment obrotowy: 320 Nm @ 1600 RPM
- Stopień sprężania: 9,0:1
- Rozrząd: 2 wałki rozrządu DOHC
- Napęd wałka rozrządu: pasek zębaty
- Ułożyskowienie wału korbowego: 6 łożysk
- Układ sterowania pracą silnika: Bosch
- Układ wtrysku paliwa: wtrysk EFI, turbosprężarka
- Układ zapłonowy: elektroniczny, bezrozdzielaczowy
- Napęd: FWD
- Sprzęgło: jednotarczowe, sterowane hydraulicznie, ze sprężyną talerzową
- Średnica sprzęgła: 240 mm
- Skrzynia biegów: 6-biegowa manualna
- Przód: 320 mm
- Tył: 280 mm
- Przyspieszenie 0-100 km/h: 6,8 s
- Prędkość maksymalna: 250 km/h

### Dane techniczne (RS)
- Silnik: R5 (silnik) turbo
- Pojemność: 2522 cm³
- Moc: 305 KM @ 6500 RPM
- Moment obrotowy: 440 Nm @ 2300-4500 RPM
- Przyspieszenie 0-100 km/h: 5,90 s
- Prędkość maksymalna: 264 km/h
- Cykl miejski: 13,4 l/100 km
- Cykl pozamiejski: 7,0 l/ 100 km
- Cykl mieszany: 9,4 l /100 km

### Dane techniczne (RS 500)
- Silnik;R5
- Wałki rozrządu: 2 DOHC
- Liczba zaworów: 20
- Liczba zaworów na cylinder: 4
- Skrzynia biegów; 6-biegowa manualna
- Moc:350 KM @ 6500 RPM
- Moment obrotowy: 460 Nm @ 2500 RPM
- Przyspieszenie 0-100 km/h: 5,6 s
- Przyspieszenie 0-160 km/h: 12,2 s
- Prędkość maksymalna: 264 km/h

### Wersja amerykańska

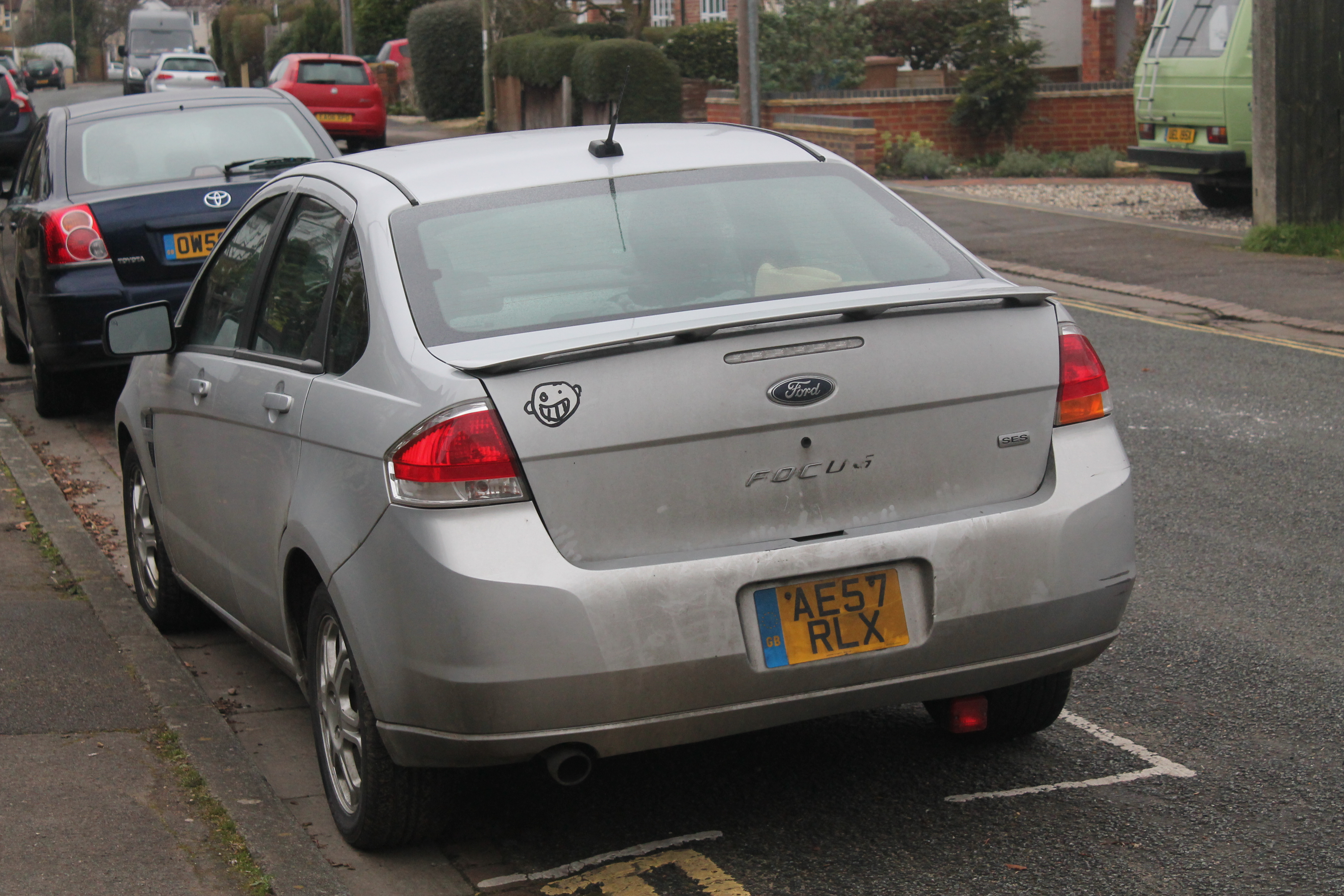
amerykański Ford Focus II - tył

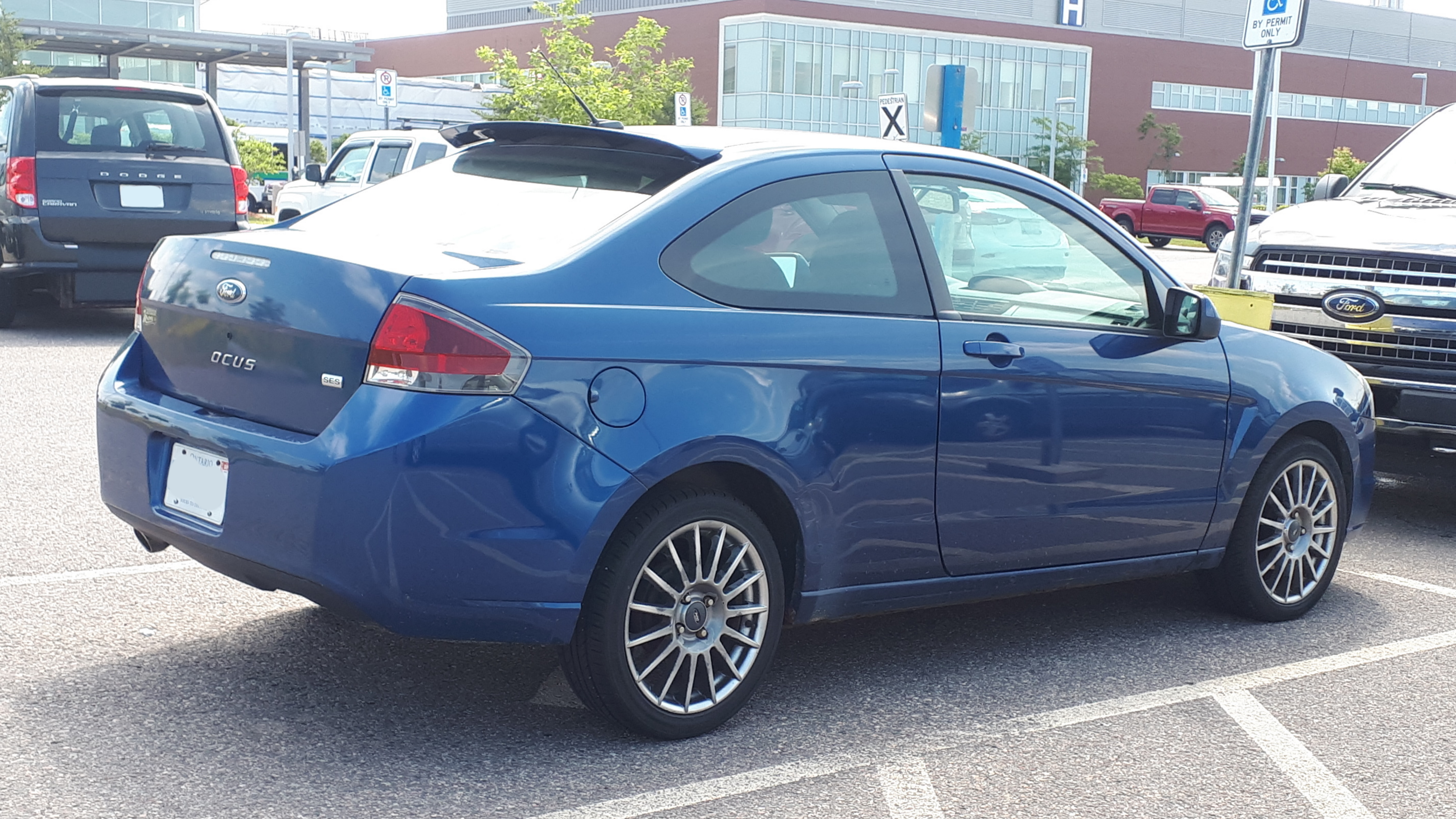
amerykański Ford Focus II Coupe

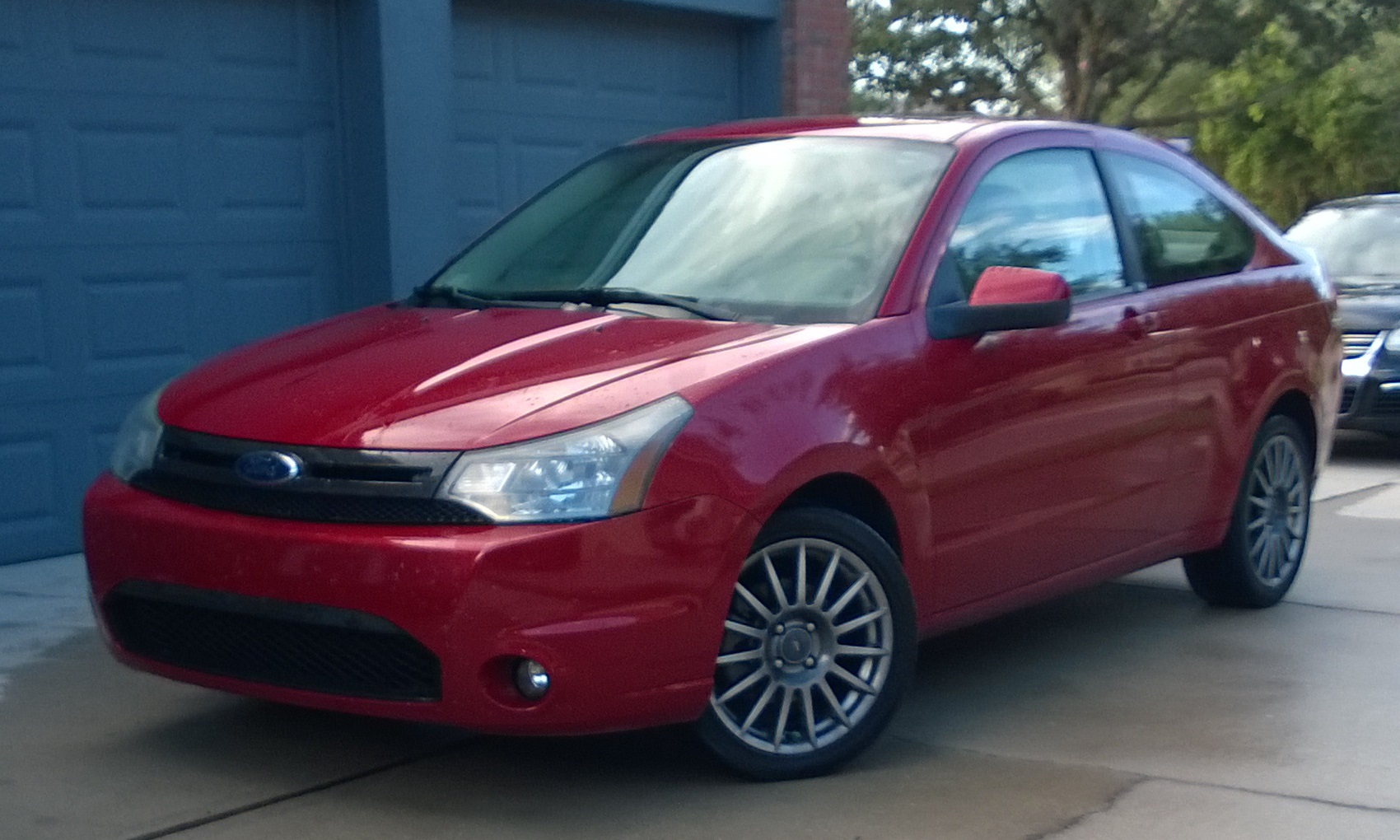
amerykański Ford Focus II po liftingu

Ford Focus II na rynek Ameryki północnej został zaprezentowany po raz pierwszy w 2007 roku.
Opracowując drugą generację Focusa na potrzeby rynku Ameryki Północnej, Ford zdecydował się opracować ten model jako odrębną i całkowicie niezalezną względem europejskiego modelu konstrukcję.
Samochód otrzymał charakterystycznie, agresywnie stylizowany przód z wąską atrapą chłodnicy i wielokształtnymi reflektorami. Pojawiły się też wysoko naniesione linie, maska w kształcie litery V oraz niewielkie, tylne lampy. Opcjonalnie wnętrze pojazdu zaprojektowane może być w siedmiu różnych kolorach. Gama nadwoziowa składała się z 4-drzwiowego sedana oraz 2-drzwiowego coupe, które zastąpiło dotychczas oferowany model ZX2.

### Lifting
W połowie 2008 roku wersja coupe pojazdu przeszła delikatny lifting. Usunięte zostały wloty powietrza umieszczone tuż za przednimi kołami pojazdu oraz zastosowano nową atrapę chłodnicy, zderzaki i przednie reflektory. Do listy wyposażenia opcjonalnego dodano system stabilizacji toru jazdy.

#### Wersje wyposażeniowe
- S
- SE
- SES
- SEL

### Silnik
- R4 2.0 Duratec DOHC 130 KM

## Trzecia generacja

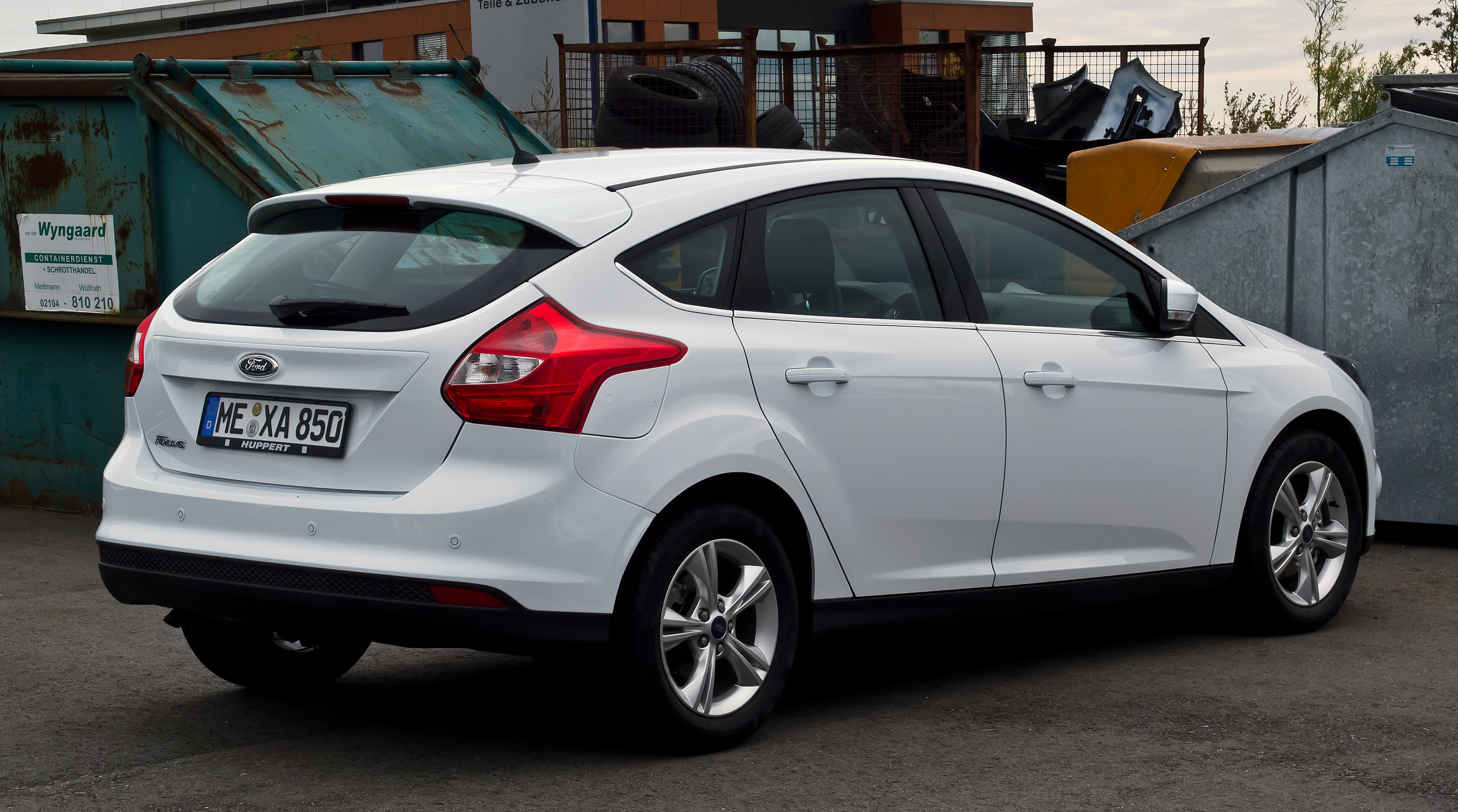
Ford Focus III - tył

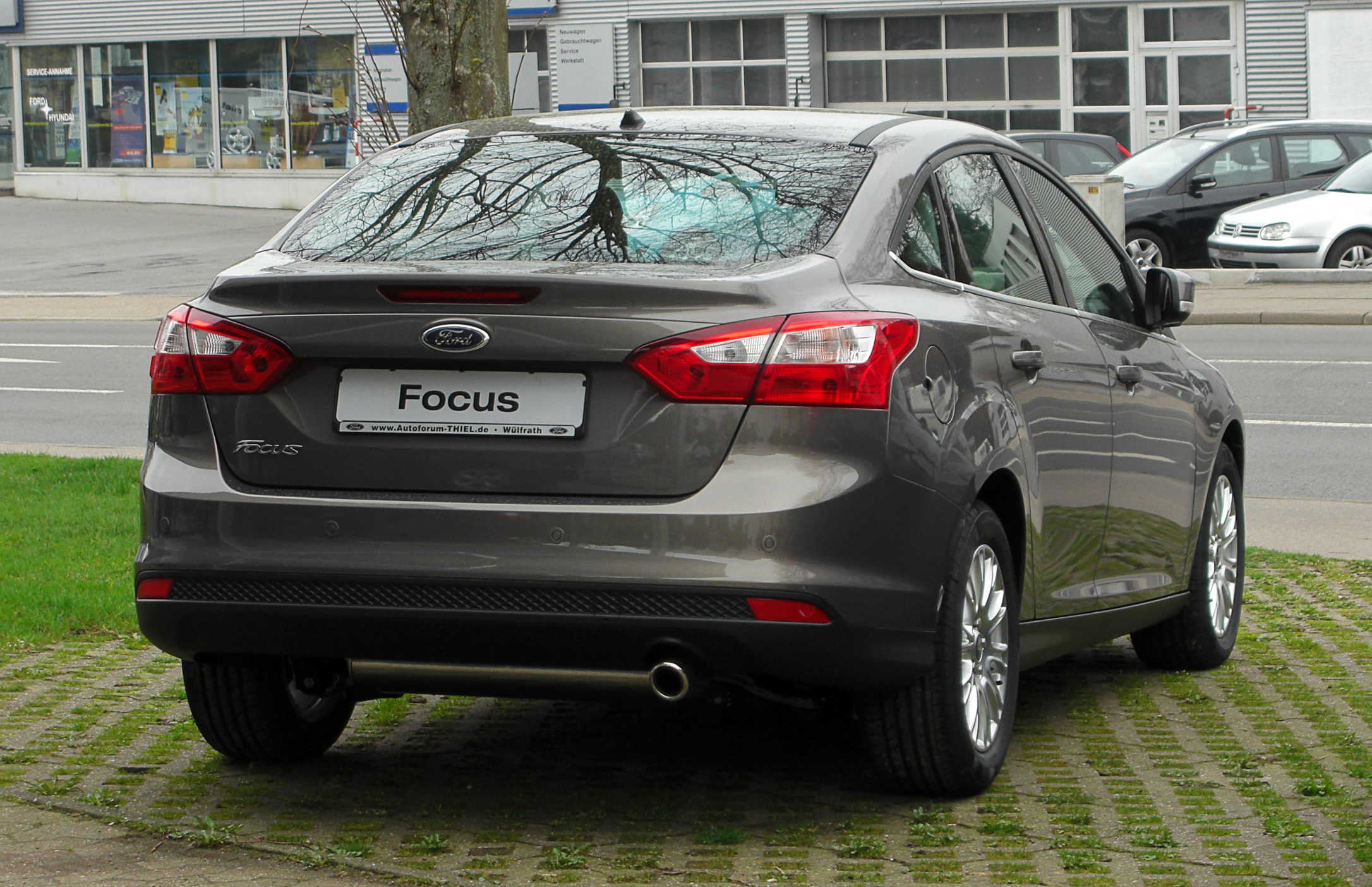
Ford Focus III Sedan

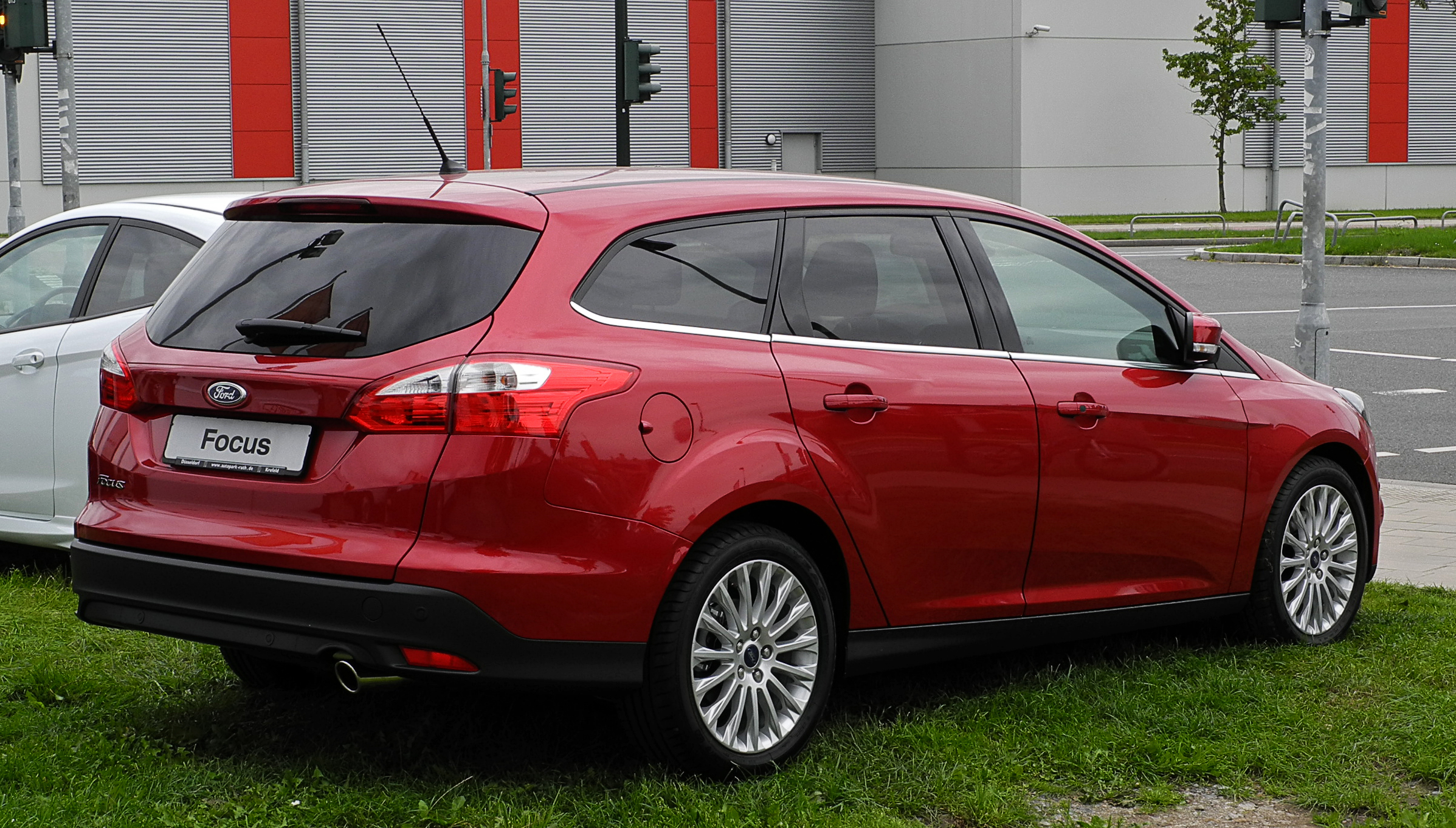
Ford Focus III Kombi

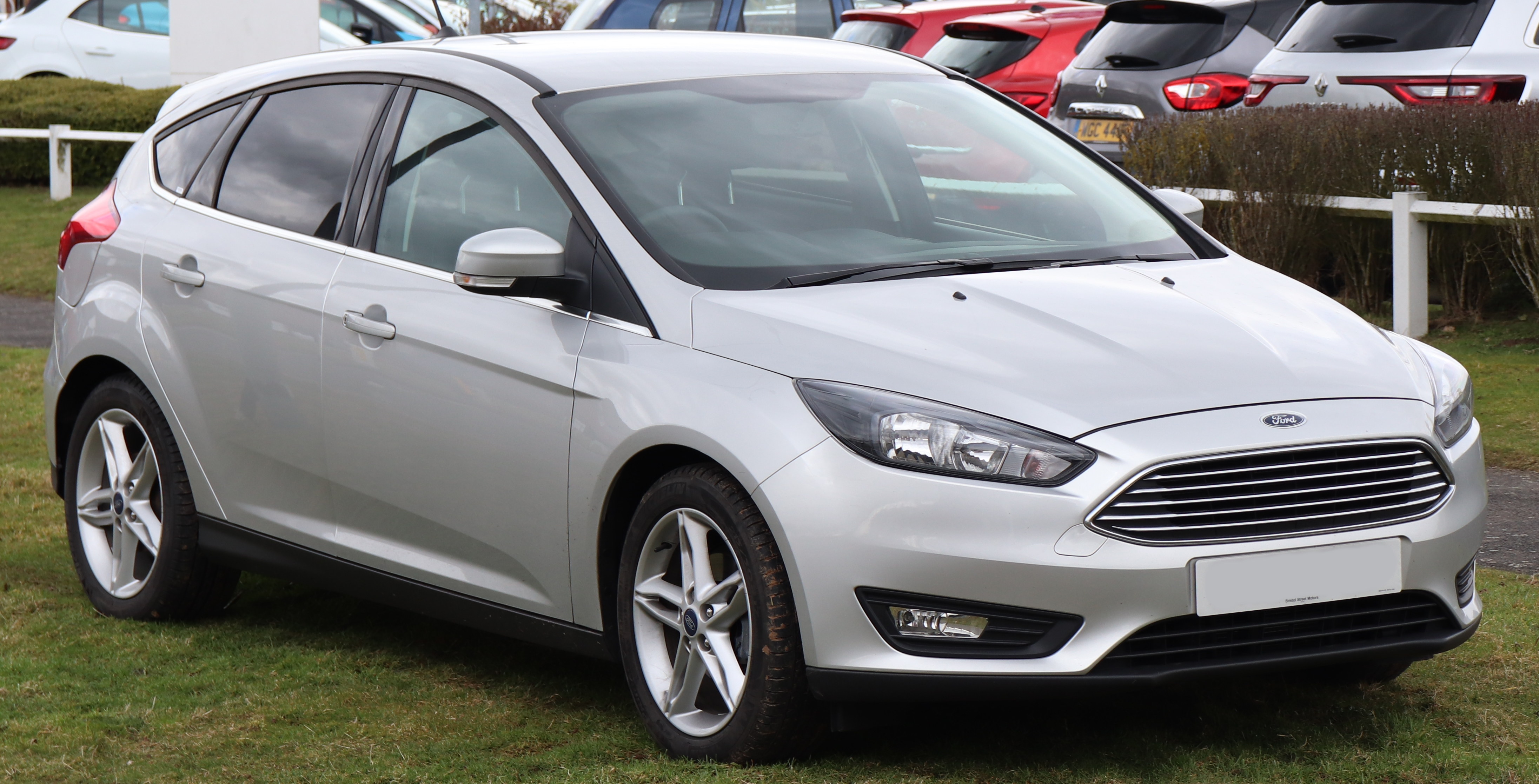
Ford Focus III po liftingu

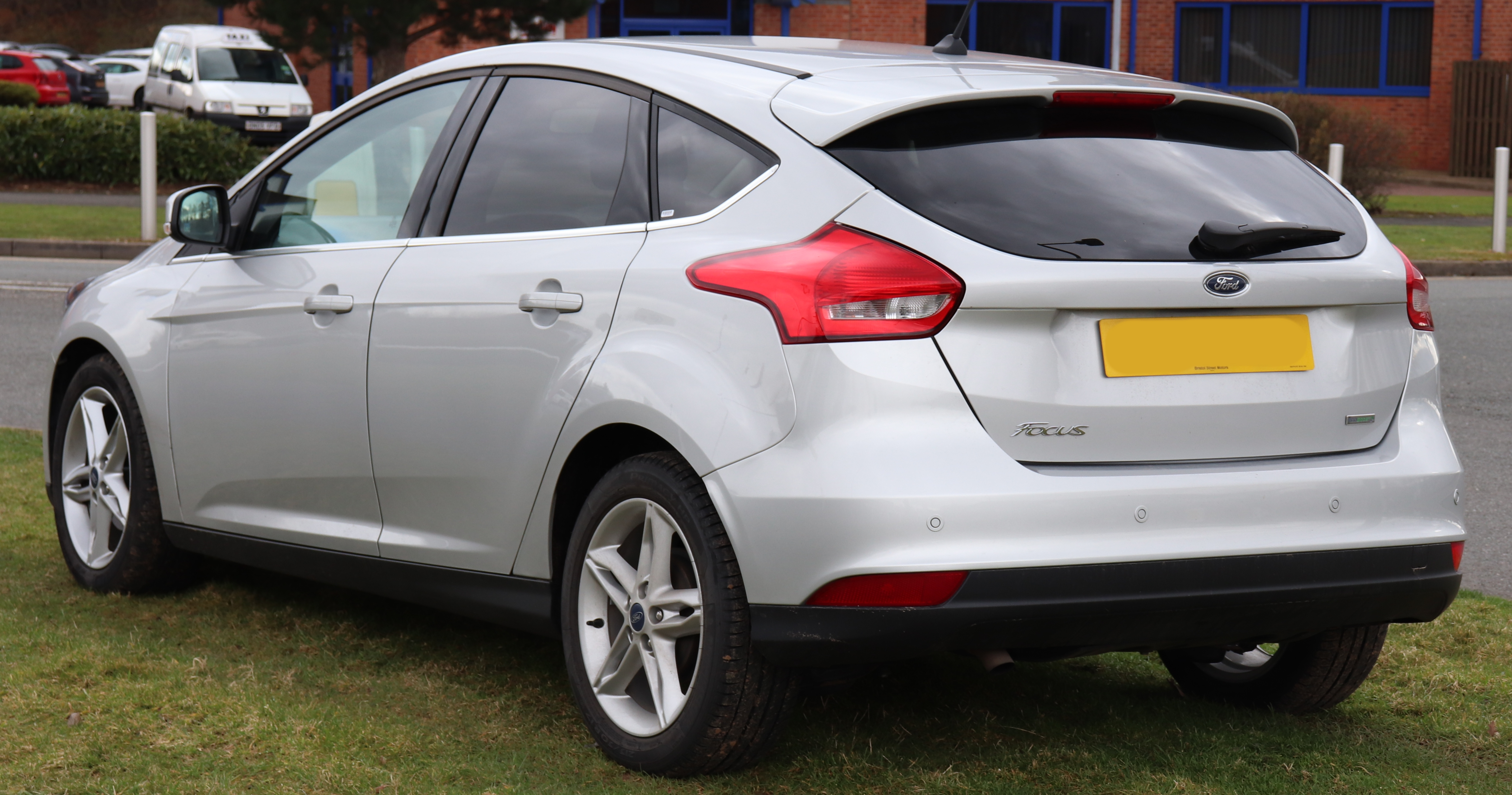
Ford Focus III po liftingu - tył

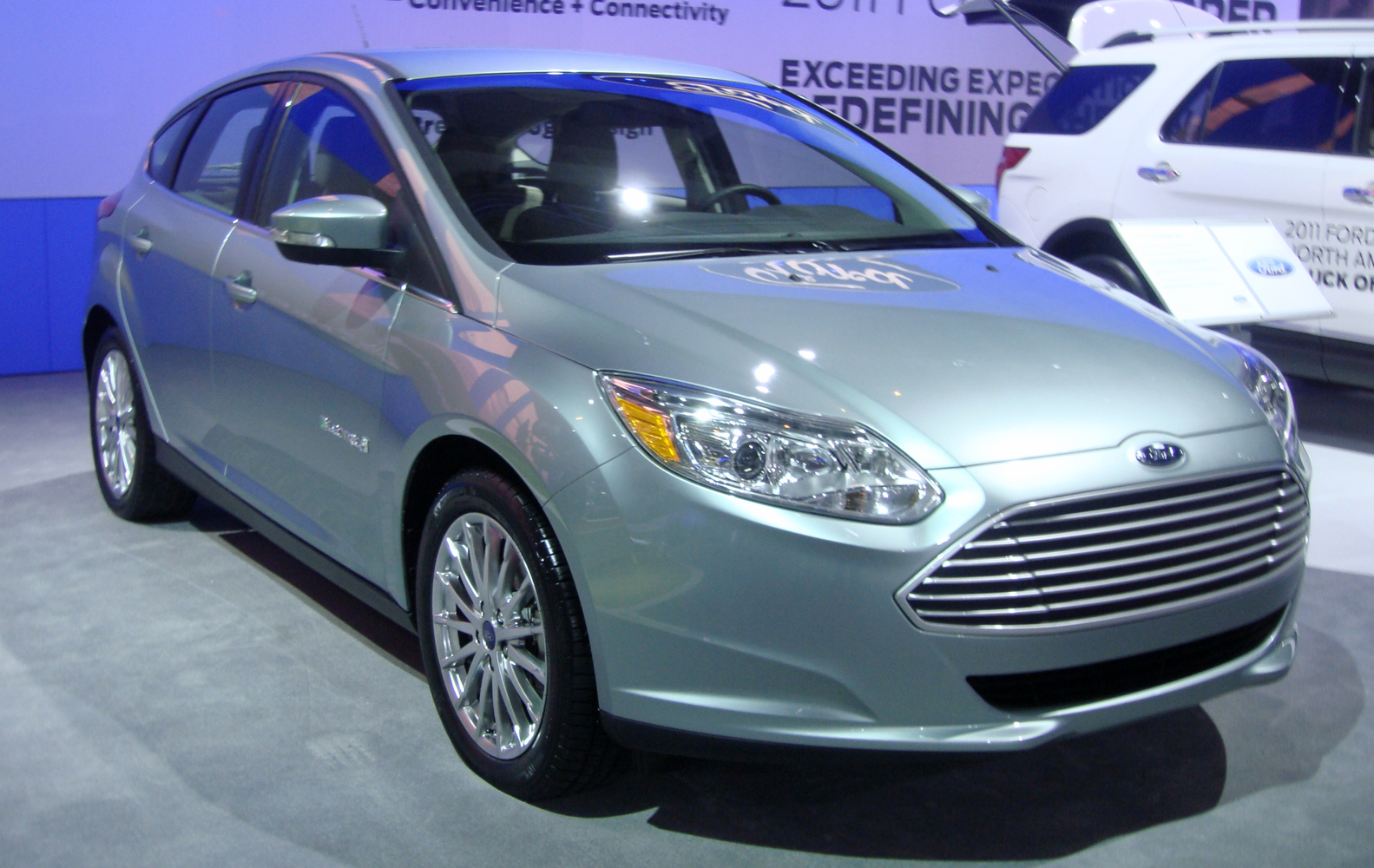
Ford Focus III Electric

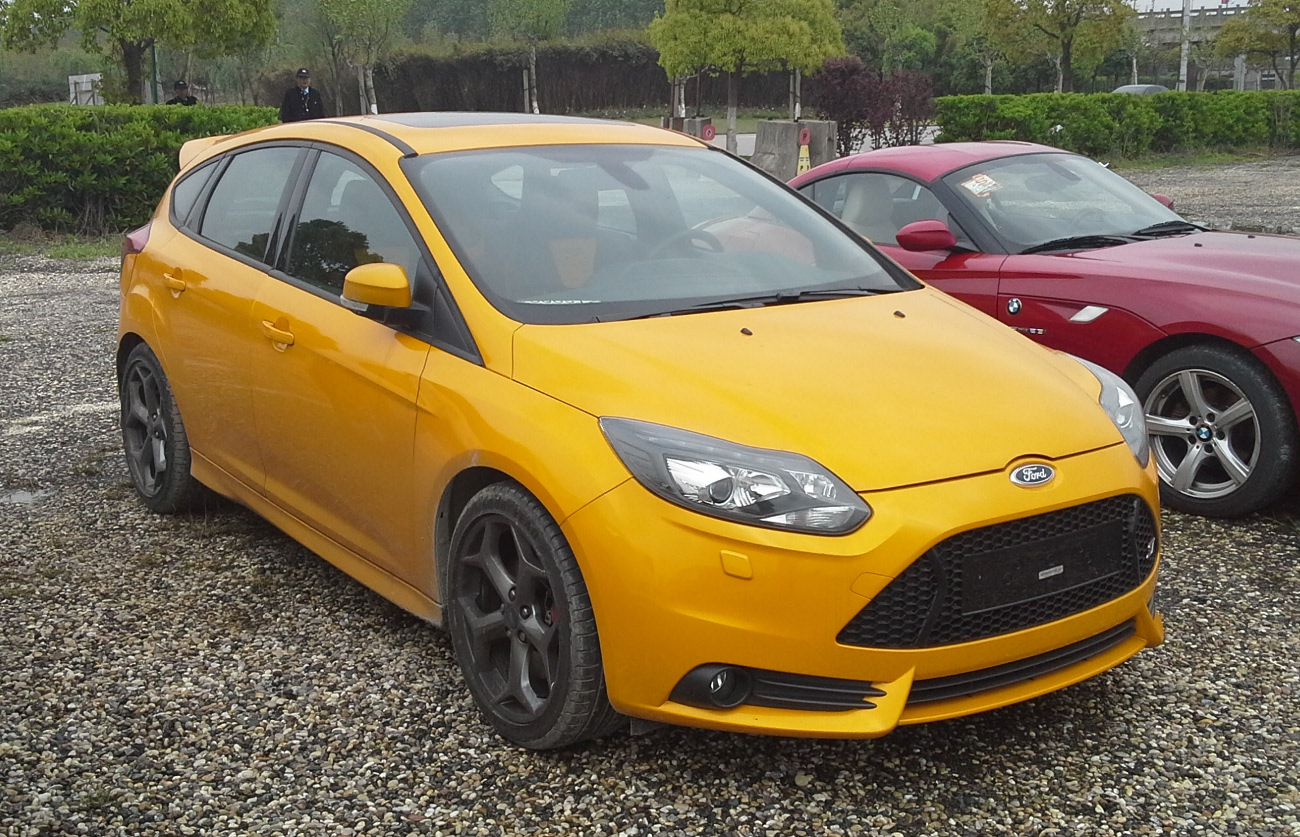
Ford Focus III ST

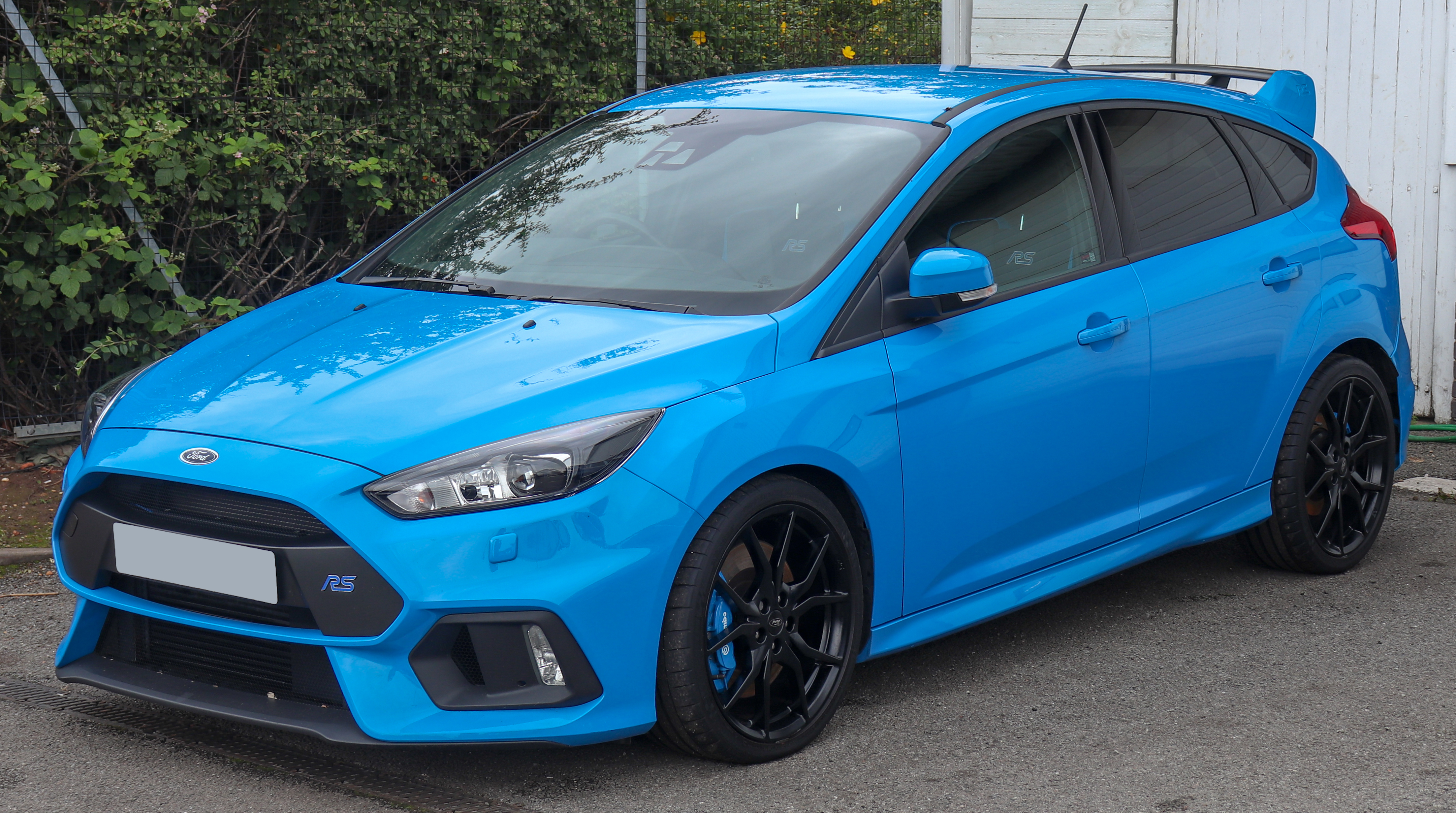
Ford Focus III RS

Ford Focus III został zaprezentowany po raz pierwszy w styczniu 2010 roku.
W przeciwieństwie do dwóch poprzednich generacji, Ford Focus trzeciej generacji został opracowany przy udziale różnych oddziałów marki jako samochód światowy. W ramach wdrożonej w 2006 roku strategii One Ford, Focus III oferowany był w takiej samej formie na każdym światowym rynku.
Pojazd zbudowany został na bazie zmodernizowanej konstrukcji płyty podłogowej pierwszej i drugiej generacji Focusa. Stylistycznie, Ford Focus III zbudowany został według filozofii Kinetic Design, nawiązując w obszernym zakresie do modelu Fiesta i C-Max. Z przodu pojawił się charakterystyczny, trapezoidalny wlot powietrza podzielony dwiema poprzeczkami, a także agresywnie zarysowane reflektory. Z tyłu umieszczono wielokątne lampy ze strzelistym wcięciem sięgającym do tylnych błotników.
W marcu 2010 roku podczas targów motoryzacyjnych w Genewie zaprezentowano wersję kombi pojazdu, która uzupełniła gamę jednostek napędowych składającą się dotychczas z 5-drzwiowego hatchbacka i 4-drzwiowego sedana. Tym razem, wycofano z niej 3-drzwiowego hatchbacka.
W 2012 roku gamę jednostek napędowych pojazdu uzupełniono o trzycylindrowy silnik benzynowy o pojemności 1 l w dwóch wariantach mocy: 100 i 125 KM. W plebiscycie na Europejski Samochód Roku 2012 zajął 3. miejsce (za parą Opel Ampera i Chevrolet Volt i kolejno za Volkswagenem up!).

### Lifting
W lutym 2014 roku, podczas targów Mobile World Congress w Barcelonie, zaprezentowano wersję po gruntownym face liftingu. W samochodzie zmieniono m.in. przednią część nadwozia, którą zaprojektowano zgodnie z nowym kierunkiem stylistycznym marki.
Samochód otrzymał nowy kształt maski, węższe reflektory, przestylizowany zderzak i większą osłonę chłodnicy. Całość nawiązuje do kształtów znanych z innych globalnych modeli Forda, czyli Mondeo i Fiesty. Zmiany stylistyczne zostały uzupełnione przez nowe, elektroniczne systemy wspomagania jazdy i parkowania. Wprowadzono również nowe jednostki napędowe.
Zmiany objęły także kabinę pasażerską. Pojawiła się m.in. nowa trójramienna kierownica, poprawiona deska rozdzielcza z mniejszą ilością przycisków i nowym 8 calowym dotykowym ekranem z systemem multimedialnym SYNC, nowy czytelniejszy panel klimatyzacji, oraz polepszona jakość materiałów użytych we wnętrzu.

### Focus Electric
W styczniu 2011 roku na wystawie Consumer Electronics Show w Las Vegas zaprezentowano wersję elektryczną pojazdu – Ford Focus Electric, która początkowo miała trafić do sprzedaży w drugiej połowie 2011 roku. Dwa lata później, w 2013 roku w niemieckiej fabryce w Saarlouis Ford rozpoczął produkcję Focusa z napędem elektrycznym. Silnik osiąga moc maksymalną 145 KM i pozwala na przejechanie do 161 km, przyspieszenie do 100 km/h trwa 10,4s.

### Focus ST
W 2011 roku ofertę wariantów Focusa trzeciej generacji uzupełniła tradycyjnie odmiana ST, która ponownie charakteryzowała się zupełnie innym wyglądem pasa przedniego. Pojawił się duży, trapezoidalny wlot powietrza, dodatkowe nakładki na zderzaki, tylny dyfuzor, dodatkowy spojler, sportowe ogumienie, większe alufelgi oraz sportowe zawieszenie.
Ford Focus III ST był napędzany 2-litrowym silnikiem benzynowym o mocy 250 KM.

### Focus RS
W styczniu 2015 roku Ford zaprezentował kolejną odsłonę topowej, sportowej odmiany RS'. Samochód napędzany jest 2,3-litrowym, turbodoładowanym (twin-scroll) silnikiem Ecoboost o mocy 350 KM. Samochód ma system napędu 4x4 Ford Performance All-Wheel-Drive. Wykorzystuje on m.in. dwa, elektronicznie sterowane sprzęgła – po jednym na każdą z tylnych półosi. Komputer rozdziela moment obrotowy nie tylko pomiędzy przednią i tylną oś, ale też – w zależności od zapotrzebowania – pomiędzy każde z kół osi tylnej.
Jednostka sterująca pracą układu dokonuje odczytów danych z wielu czujników aż 100 razy na sekundę. Maksymalnie na tylną oś przypadać może do 70 proc. momentu obrotowego. Jeśli komputer uzna to za stosowne, całość z owych 70 proc. może zostać przekazana na konkretne tylne koło.
Ford Focus RS III posiada jedynie manualną skrzynię biegów o sześciu przełożeniach, dlatego samochód wyposażono w funkcję stall recovery. Po błędzie kierowcy, skutkującym zgaszeniem silnika, funkcja stall recovery automatycznie ponownie uruchamia silnik nawet bez konieczności wciśnięcia sprzęgła, czy włączania biegu jałowego.

### Wersje wyposażeniowe
- Ambiente Start
- Ambiente
- Trend
- Edition
- Trend Sport
- SYNC Edition
- Business
- Titanium
- SilverX
- GoldX
- PlatiniumX
- Titanium Navi
- Trend Sport
- ST-Line
- ST-Line Red
- ST-Line Black

Standardowe wyposażenie europejskich wersji Focusa obejmuje m.in. 6 poduszek powietrznych (kierowcy, pasażera, 2 poduszki w boczkach przednich foteli, 2 poduszki kurtynowe/kurtyny, chroniące m.in. głowy pasażerów 1 i 2 rzędu), system ABS z EBD, ESP, komputer pokładowy, elektryczne sterowanie szyb przednich, elektryczne sterowanie lusterek, zamek centralny.
Opcjonalnie pojazd wyposażyć można m.in. w podgrzewane: przednią szybę, lusterka, dysze spryskiwaczy i fotele, klimatyzację manualną (standard od wersji Trend wzwyż) lub 2 strefową klimatyzację automatyczną, elektryczne sterowanie szyb tylnych, nawigację satelitarną, 8-calowy dotykowy wyświetlacz LCD, wyświetlający informacje z komputera pokładowego, radia, nawigacji, telefonu - kompatybilny z systemami Apple CarPlay i Android Auto (od RM2017, tylko w wersji SYNC 3 z systemem operacyjnym QNX by BlackBerry - Ford zrezygnował z systemu Microsoftu), przycisk startera/rozrusznika FordPower a także bezkluczykowy system uruchamiania pojazdu.

#### Wersje limitowane
- Edition
- Champions Edition
- S
- SE
- SEL

### Silniki

#### Benzynowe
- R3 1.0 EcoBoost 100 KM (turbo) - 170 Nm przy 1500-4500 obr./min.[46]
- R3 1.0 EcoBoost 125 KM (turbo) - 200 Nm przy 1500-4500 obr./min.[47]
- R4 1.5 EcoBoost 150 KM (turbo) - 240 Nm przy 1600-4000 obr./min.[48]
- R4 1.5 EcoBoost 182 KM (turbo) - 240 Nm przy 1600-5000 obr./min.[49]
- R4 1.6 EcoBoost 150 KM (turbo, po face-liftingu zastąpiony 1.5 EB o tej samej mocy) - 270 Nm
- R4 1.6 EcoBoost 182 KM (turbo, po face-liftingu zastąpiony 1.5 EB o tej samej mocy) - 240 Nm
- R4 1.6 Ti-VCT 85 KM (wolnossący, 1 katalizator i 2 sondy lambda) - 141 Nm przy 2500 obr./min.[50]
- R4 1.6 Ti-VCT 105 KM ( wolnossący, 1 katalizator i 2 sondy lambda) - 150 Nm przy 4000-4500 obr./min.[51]
- R4 1.6 Ti-VCT 125 KM ( wolnossący, 2 katalizatory i 4 sondy lambda) - 159 Nm przy 4000 obr./min.[52]
- R4 1.6 Ti-VCT LPG 117 KM (wolnossący, z fabrycznym LPG).
- R4 1.6 Ti-VCT FlexiFuel 120 KM (po face-liftingu wycofany z oferty) - 159 Nm przy 4000 obr./min.[53]
- R4 2.0 Ti-VCT / FlexiFuel 165 KM (po face-liftingu wycofany z oferty)
- R4 2.0 EcoBoost 250 KM (turbo, tylko w wersji ST) - 360 Nm przy 1750-4500 obr./min.[54]
- R4 2.3 EcoBoost 350 KM przy 6000 obr./min. (turbo, tylko w wersji RS), 440 Nm przy 2000 obr./min. (470 Nm z funkcją overboost przez 15 sek.)[43]

Wszystkie silniki (zarówno o zapłonie iskrowym jak i samoczynnym), montowane w europejskich Focusach co najmniej od października 2015 r. (wycofanie silników 1.6 TDCI), spełniają normę Euro 6. Co więcej, wszystkie silniki benzynowe Ecoboost montowane w europejskich wersjach Focusa, posiadają wtrysk bezpośredni, turbosprężarkę, koło zamachowe o dzielonych masach (dwumasowe koło zamachowe), automatyczny system Start-Stop (ASS), a także (podobnie jak wolnossące1.6 Ti-VCT) „podwójne” zmienne fazy rozrządu (z niezależnym sterowaniem położenia wałków) - zarówno dla zaworów ssących (dolotowych), jak i wydechowych (wylotowych).

#### Diesla
- R4 1.5 TDCi 95 KM - 250 Nm przy 1500-2000 obr./min.[55]
- R4 1.5 TDCi Econetic 105 KM - 270 Nm przy 1750-2500 obr./min.[56]
- R4 1.5 TDCi 120 KM - 270 Nm przy 1750-2500 obr./min.[57]
- R4 1.6 TDCi 95 KM - 230 Nm przy 1500-2000 obr./min.[58]
- R4 1.6 TDCi Econetic 105 KM - 270 Nm
- R4 1.6 TDCi 115 KM - 285 Nm przy 1750-2500 obr./min.[59]
- R4 1.6 TDCi 120 KM
- R4 2.0 TDCi 115 KM - 285 Nm przy 1750-2500 obr./min.[60]
- R4 2.0 TDCi 140 KM - 320 Nm przy 1750-2750 obr./min.[61]
- R4 2.0 TDCi 150 KM - 370 Nm przy 2000 obr./min.[62]
- R4 2.0 TDCi 163 KM - 340 Nm przy 2000-3250 obr./min.[63]
- R4 2.0 TDCi 185 KM (tylko w wersji ST Diesel)

#### Elektryczny
145 KM/14 tys. obr./min, 250 Nm

## Czwarta generacja

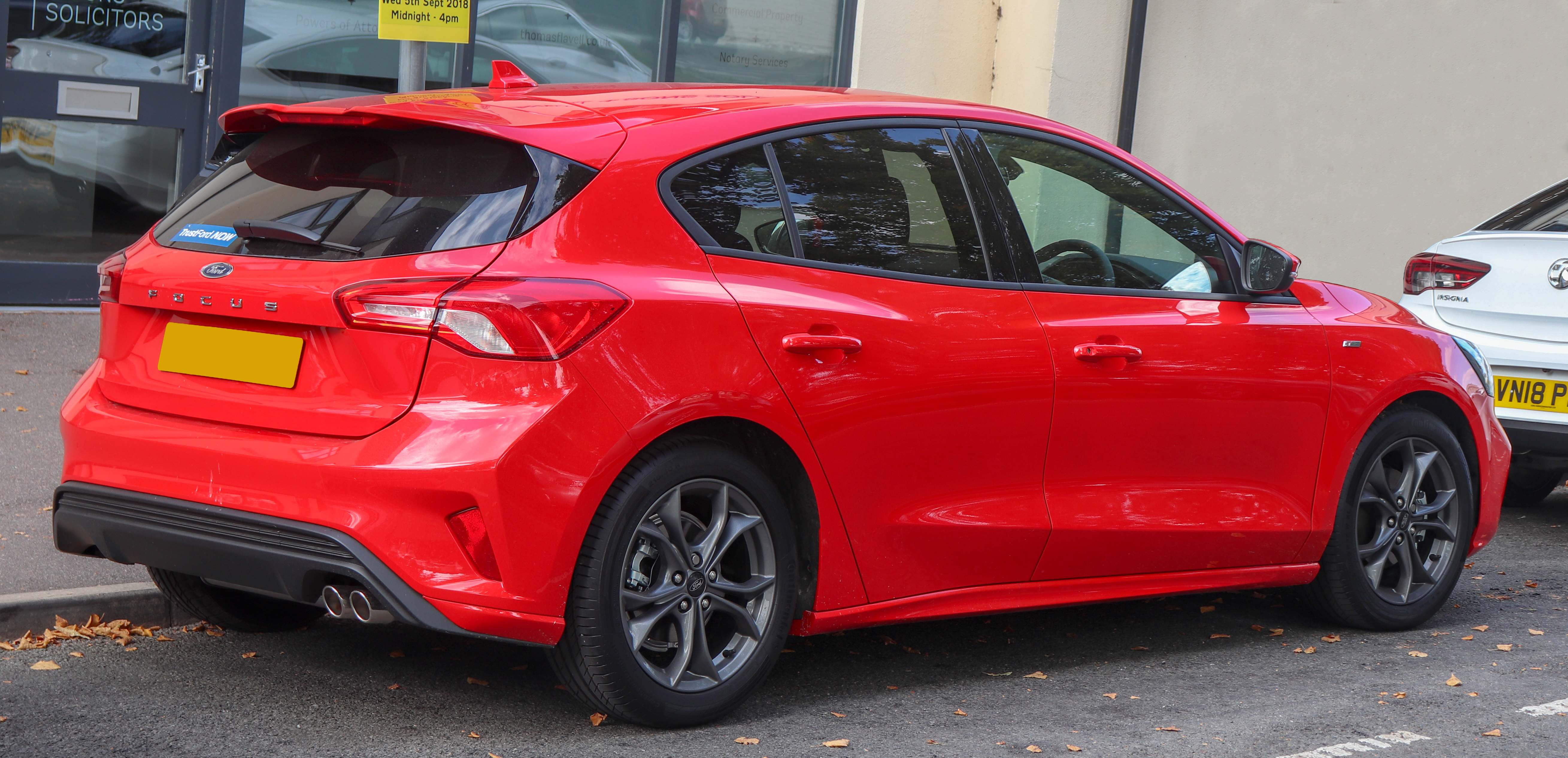
Ford Focus IV - tył

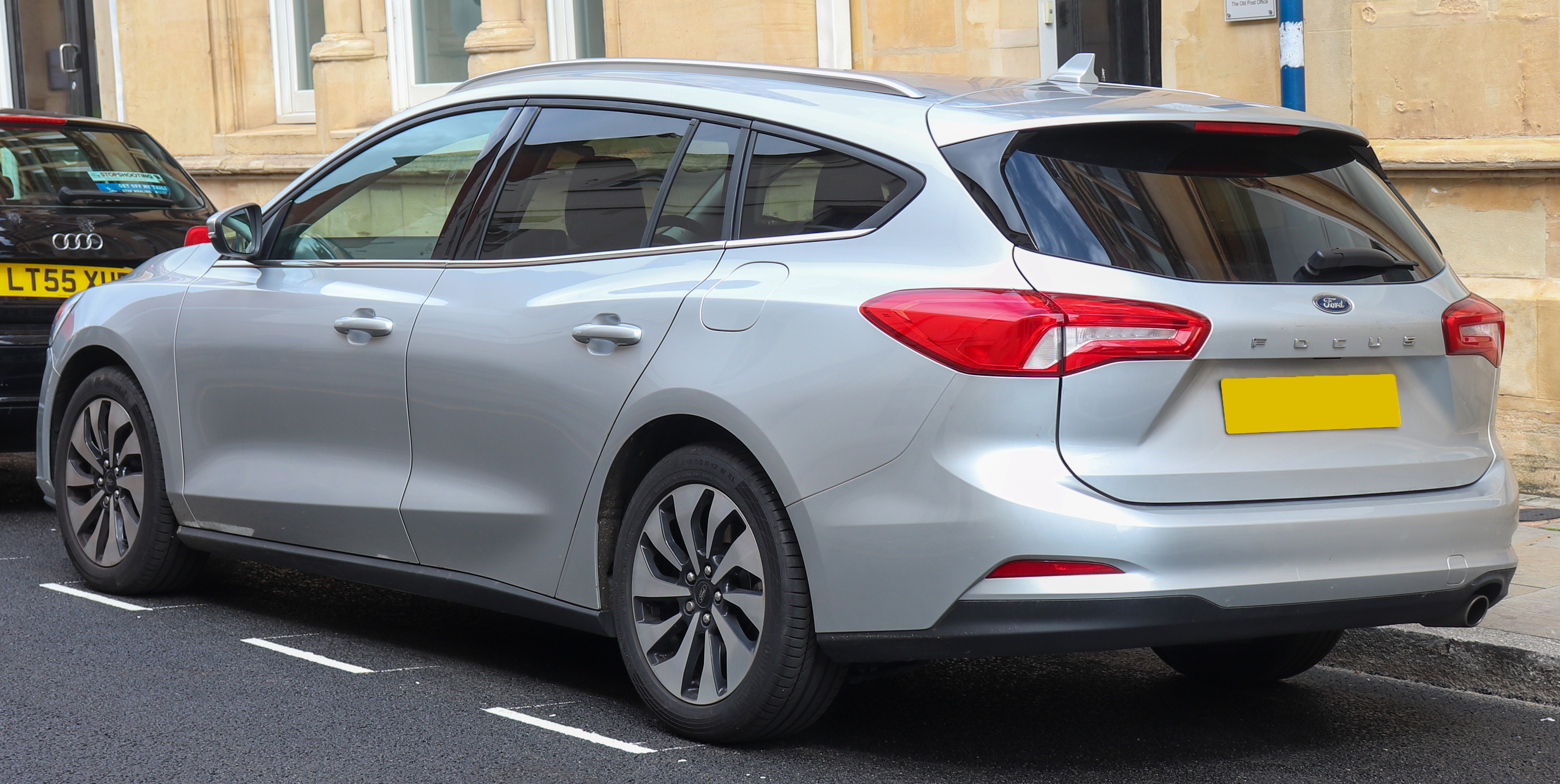
Ford Focus IV Kombi

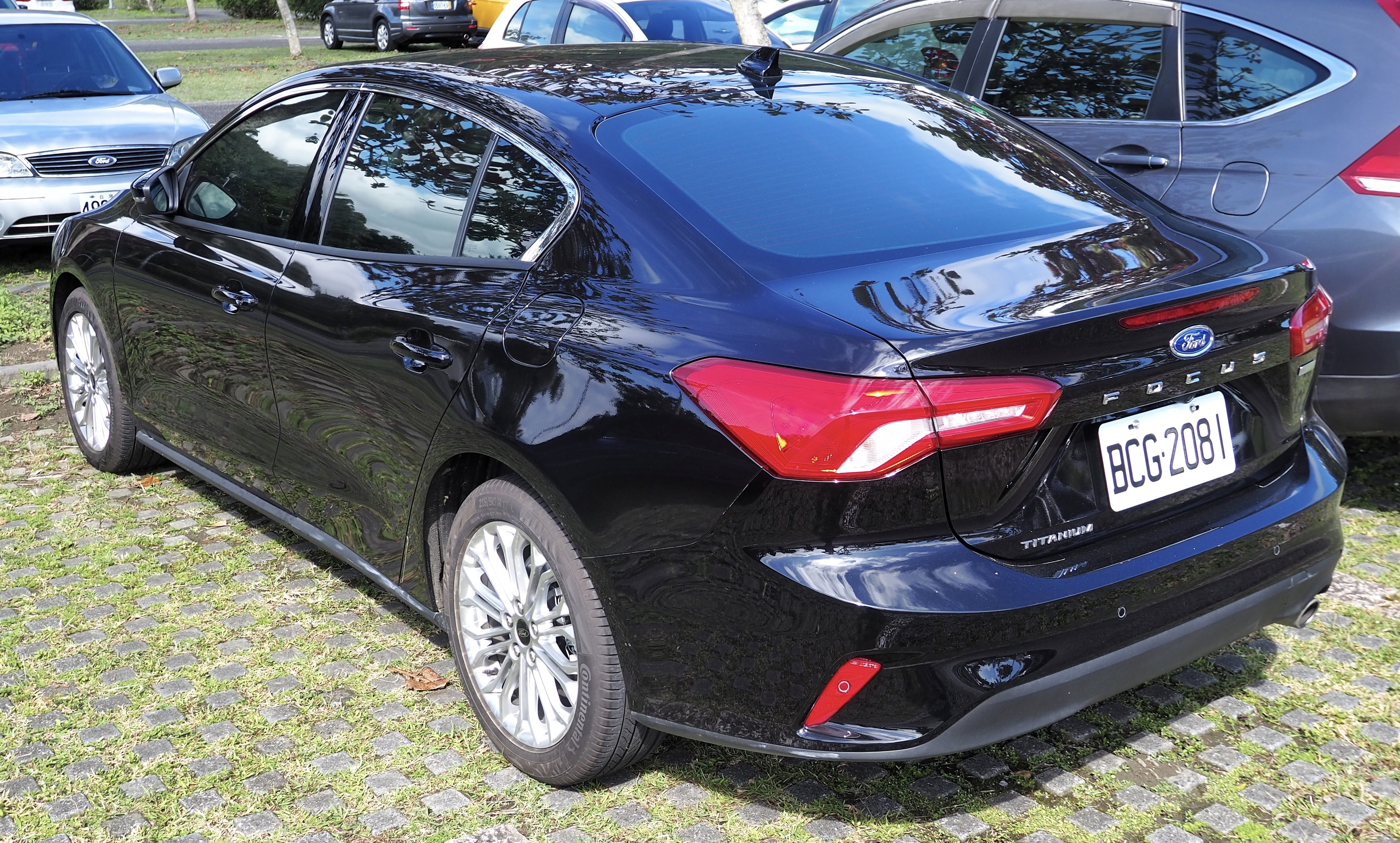
Ford Focus IV Sedan

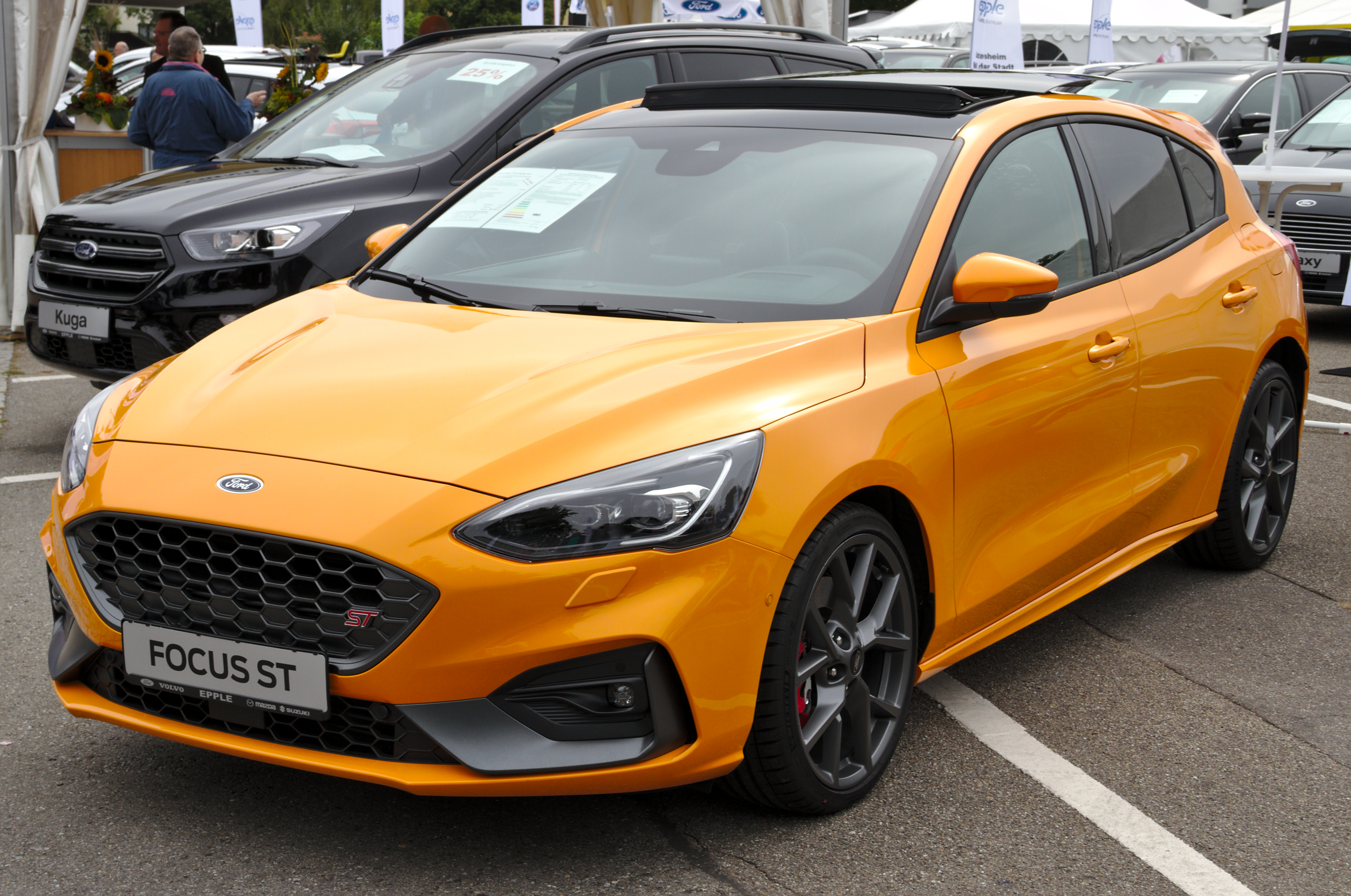
Ford Focus IV ST

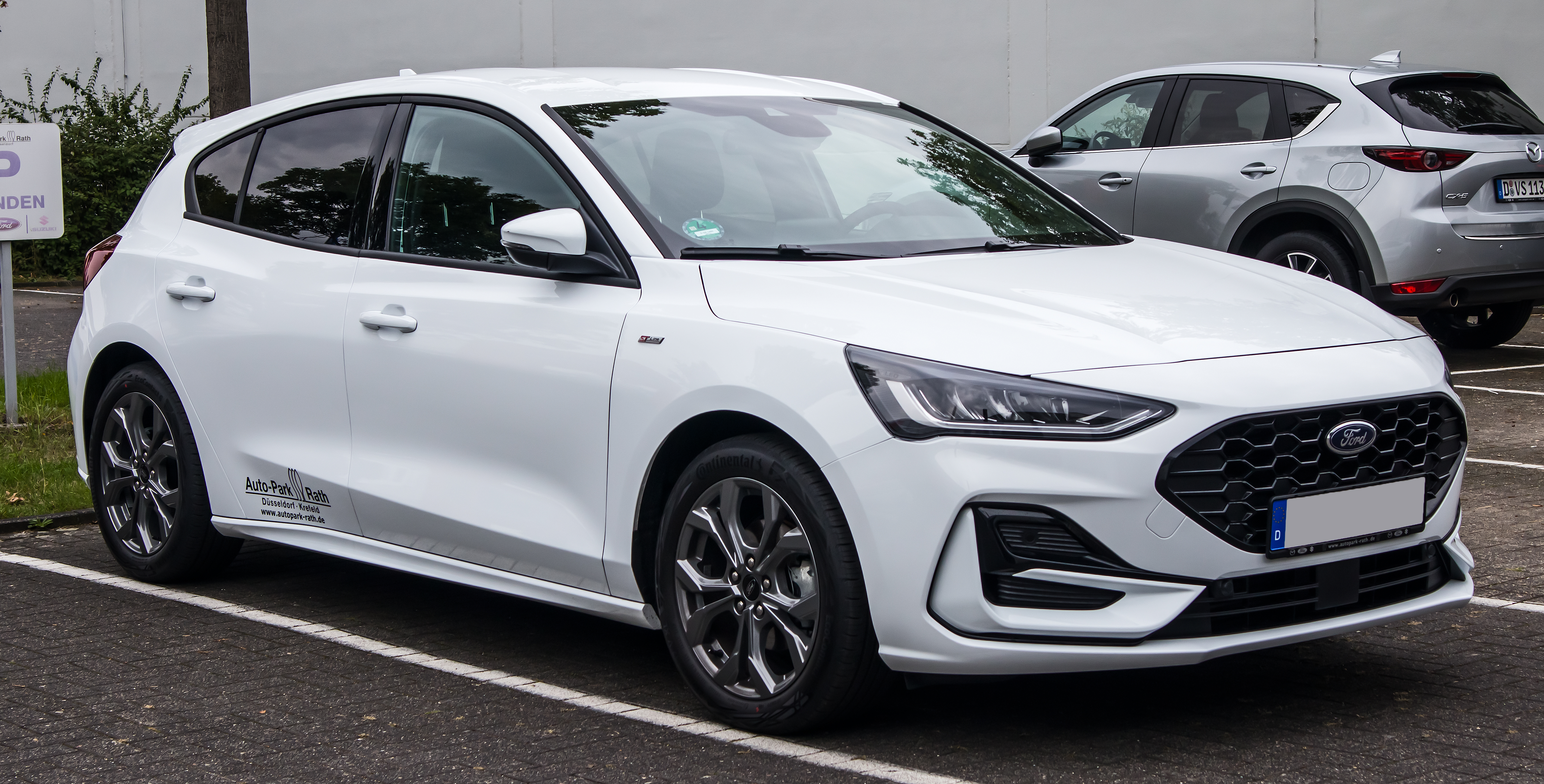
europejski Ford Focus IV po liftingu

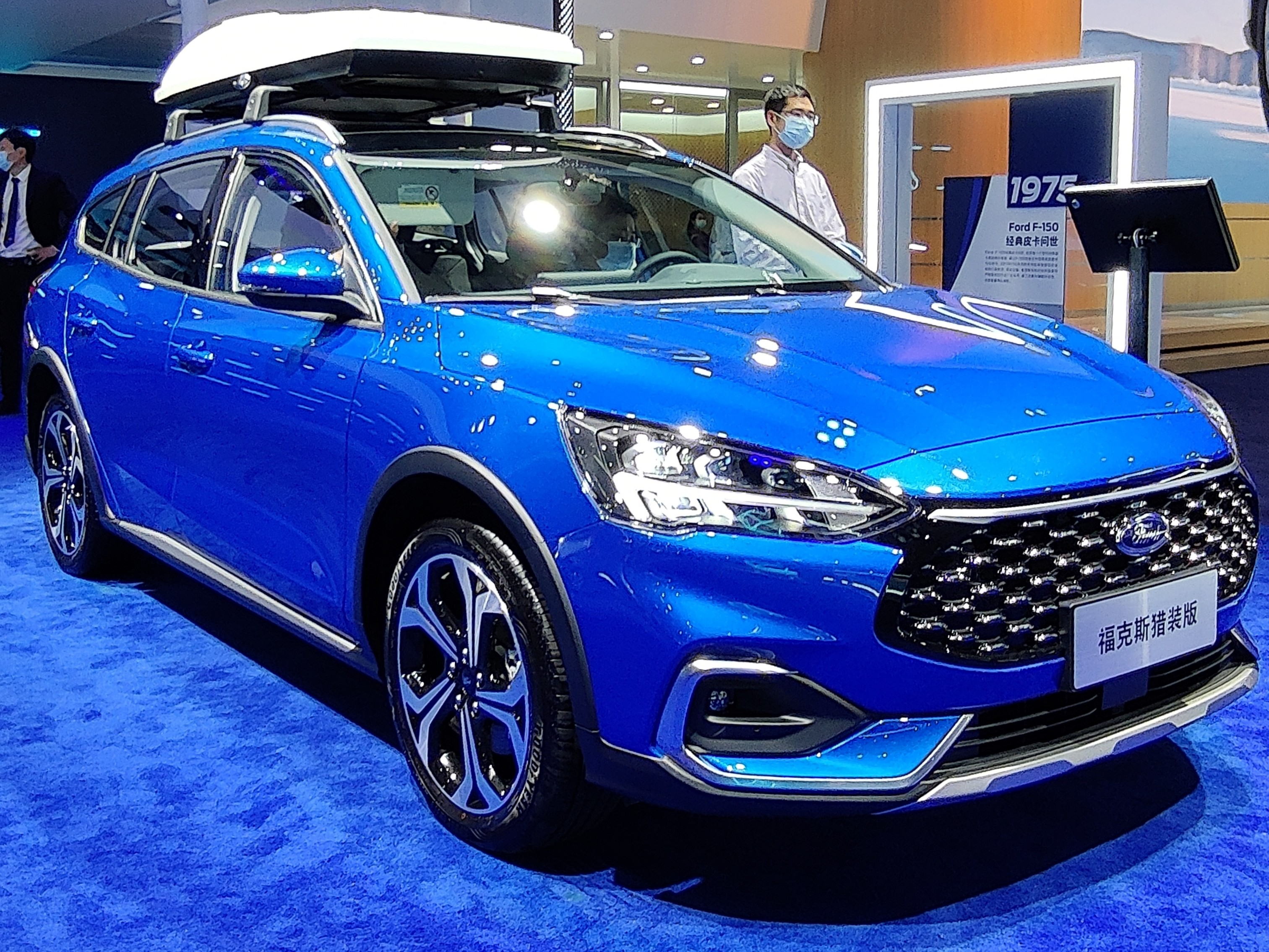
chiński Ford Focus IV po liftingu

Ford Focus IV został zaprezentowany po raz pierwszy w 2018 roku.
Premiera modelu odbyła się 10 kwietnia 2018 roku. Czwarta generacja Forda Focusa została opracowana przez europejski oddział marki jako zupełnie nowa konstrukcja utrzymana w nowym kierunku stylistycznym w stylu mniejszego modelu Fiesta, powstała na nowej platformie. Samochód zyskał większy rozstaw osi, niżej osadzone fotele, zaokrąglone nadwozie z agresywniej stylizowanymi akcentami, a także większy wlot powietrza. Z tyłu po raz pierwszy zniknęło trzecie okienko między słupkami C i D, a lampy uzyskały formę poziomych, podłużnych pasów wielokątnych.
Znakiem szczególnym deski rozdzielczej jest duży ekran dotykowy znajdujący się na szczycie konsoli centralnej. Podobnie jak w nowej Fieście, służy on do m.in. sterowania radiem i nawigacją satelitarną. Po raz pierwszy pojawiły się opcjonalne cyfrowe zegary, a także pokrętło wyborów trybu jazdy zamiast tradycyjnej dźwigni w wariantach z automatyzną skrzynią biegów.
Gama czwartej generacji Focusa składa się z 5-drzwiowego hatchbacka i 5-drzwiowego kombi. Ponadto, 2 dni po premierze europejskiej wersji przedstawiono także 4-drzwiowego sedana. Po raz pierwszy nie jest on oferowany na rynkach Europy Zachodniej, lecz z przeznaczeniem dla Chin, a także na rynek turecki, rumuński, litewski i inne wybrane rynki Europy Wschodniej. W listopadzie 2020 roku także i polski importer Forda zdecydował się rozpocząć sprzedaż Focusa czwartej generacji w wariancie sedan. Oferta jednostek napędowych, jak i konfiguracji wariantów wyposażenia, lakierów i pakietów stylistycznych, została znacznie ograniczona w stosunku do odmian 5-drzwiowych.

### Active
Równolegle z wersją podstawową, ofertę dodatkowych wariantów Focusa IV uzupełniła także odmiana Active. Samochód ma podniesiony prześwit o 30 mm oraz bojowe nastawienie. W tym modelu w wyposażeniu znalazły się także m.in. czujniki parkowania z przodu i z tyłu, lusterka boczne sterowane, podgrzewane i składane elektrycznie, system audio z SYNC 4, DAB+ i nawigacją satelitarną, FordPass Connect z modemem GSM oraz klimatyzacja dwustrefowa z automatyczną regulacją temperatury. Ford całą rodzinę samochodów z serii Active opisuje jako „crossover”, choć w praktyce są to jedynie podwyższone warianty osobowych modeli. Premiera auta na polskim rynku nastąpiła w grudniu 2018.

### ST
W maju 2019 roku ofertę czwartej generacji Focusa tradycyjnie uzupełniła sportowa odmiana ST. Zyskała ona znacznie subtelniejsze zmiany wizualne niż w przypadku poprzedników. Pojawił się większy wlot powietrza, mały tylny spojler, dyfuzor, sportowe ogumienie wraz z większymu alufelgami, a także obniżone zawieszenie. Ford Focus IV ST oferowany jest z turbodoładowanym, 2,3-litrowym silnikiem benzynowym o mocy 280 KM lub 2-litrowym silnikiem wysokoprężnym o mocy 190 KM. W kwietniu 2024 roku przedstawiono wariant z manualną skrzynią biegów.

### RS
Tuż po debiucie czwartej generacji Forda Focusa pojawiły się pierwsze informacje na temat planów producenta dotyczących topowej, sportowej odmiany RS. Układ napędowy typu mild-hybrid pojazdu miał rozwijać 400 KM, składając się ponadto także z 48-woltowej instalacji umieszczonej przy tylnej osi. Jeszcze na przełomie 2019 i 2020 roku spekulowano, że debiut Forda Focusa RS czwartej generacji miał pierwotnie odbyć się w 2021 roku, z kolei w lutym 2020 roku spekulowano, że ulegnie on opóźnieniu z powodu kłopotów z dostosowaniem emisyjności układu napędowego do unijnych norm. W kwietniu 2020 roku Ford oficjalnie poinformował, że wszelkie plany rozwoju Focusa RS zostały anulowane, a pojazd ostatecznie nie trafi do sprzedaży.

### Lifting

#### Chiny
Pod koniec listopada 2020 roku Ford Focus czwartej generacji przeszedł obszerną restylizację z myślą o rynku chińskim, gdzie pojazd zyskał inną stylizację pasa przedniego upodabniającą pojazd do nowego języka stylistycznego pojazdów Forda w Chinach. Samochód zdominowała większa, chromowana atrapa chłodnic z centralnie umieszczonym logo.

#### Europa
W październiku 2021 roku zadebiutował z kolei Ford Focus IV obszernie zmodernizowany z myślą o rynku europejskim i australijskim. Zmiany objęły głównie pas przedni pojazdu, który wskutek nowego języka stylistycznego zyskał wyżej osadzoną, większą atrapę chłodnicy z umieszczonym na nim logo firmowym. Przemodelowano także reflektory, które stały się bardziej szpiczaste, a także wkłady lamp tylnych. Obszerne modyfikacje wprowadzono także w kabinie pasażerskiej, gdzie wprowadzono zmodyfikowany projekt kokpitu. Zegary zastąpił nowy, większy wyświetlacz z cyfrowym przedstawieniem informacji, z kolei kokpit wzbogacił wielokrotnie większy, 13,2-calowy dotykowy wyświetlacz z ekranem dotykowym obsługującym system SYNC nowej generacji. Przeniesiono na niego także obsługę klimatyzacji, której panel przyciskami fizycznymi zastąpił panel przełączników funkcji jazdy.

### Sprzedaż
Po raz pierwszy w historii, Ford Focus nie był oferowany w Ameryce Północnej (ostatecznie do sprzedaży nie trafiła tam także pierwotnie planowana wersja Active) i nie ma tak ogólnoświatowego zasięgu, jak jego poprzednicy. Poza rynkiem europejskim, samochód trafił jeszcze do sprzedaży w Australii i Nowej Zelandii oraz Chinach.
Na początku 2022 roku pojawiły się informacje, że czwarta generacja Focusa będzie ostatnią. W czerwcu producent postanowił ograniczyć produkcję modelu z powodu dużego popytu na SUV-y i crossovery oraz coraz mniejszej popularności. Ogłoszono również, że kompaktowy model będzie produkowany łącznie do listopada 2025 roku, po czym zniknie z rynku bez bezpośredniego następcy.

### Wersje wyposażeniowe
- Style
- Zetec
- Titanium
- Titanium X
- Vignale
- ST Line
- ST Line X
- Active
- Active X

### Silniki
Benzynowe
- R3 1.0 EcoBoost 100 KM Fox
- R3 1.0 EcoBoost 125 KM Fox
- R3 1.5 EcoBoost 150 KM Dragon
- R3 1.5 EcoBoost 182 KM Dragon
- R4 2.3 EcoBoost  ST 280KM

Benzynowe + Miękka Hybryda
- 1.0 EcoBoost Hybrid 125 KM MHEV

- 1.0 EcoBoost Hybrid 155 KM MHEV

Diesla
- R4 1.5l EcoBlue 95 KM Panther
- R4 1.5l EcoBlue 120 KM Panther
- R4 2.0l EcoBlue 150 KM Panther
- R4 2.0l EcoBlue ST 190 KM Panther